# Montauban
Montauban (Occitaans: Montalban) is een gemeente in het Franse departement Tarn-et-Garonne in de regio Occitanie. Het is de prefectuur van het departement en met 64.048 inwoners (per 1 januari 2025) ook de grootste stad.
De stad ligt aan de Tarn en werd in 1144 gesticht als bastide. Voor de Franse Revolutie was Montauban een van de grootste en belangrijkste steden van het zuidwesten van Frankrijk. Het was de zetelplaats van een bisdom en werd na de reformatie een bolwerk van de hugenoten. De tegenstelling tussen katholieken en protestanten was bepalend voor Montauban. In de moderne tijd kende de stad niet de groei die gelijkaardige steden in Frankrijk wel hadden; pas eind twintigste eeuw werd Montauban een groeipool.
Montauban is de stad van schilder Jean-Auguste-Dominique Ingres en van beeldhouwer Antoine Bourdelle. Het Musée Ingres Bourdelle is gevestigd in het voormalig bisschoppelijk paleis uit de zeventiende eeuw. Bezienswaardig zijn verder de kathedraal Notre-Dame, de kerk Saint-Jacques en de Place Nationale, het hoofdplein met op arcaden gebouwde huizen.

## Geschiedenis

### Montauriol

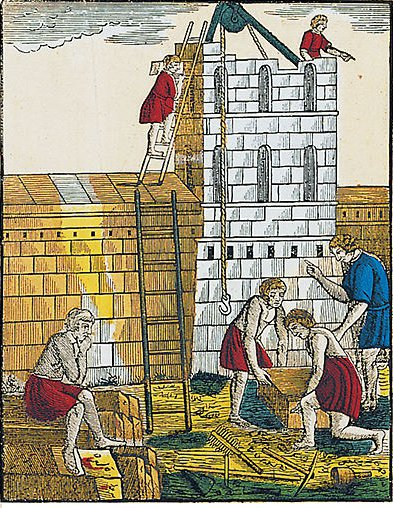
De bouw van Montauban (Image d'Épinal uit 1830)

In de late oudheid of de vroege middeleeuwen ontwikkelde zich een landbouwdomein op de oever van de Tescou. Dit domein werd in de negende eeuw geschonken aan de benedictijnen die het omvormden tot een abdij, gewijd aan Sint-Maarten. De heilige Theodardus van Narbonne overleed in 893 in deze abdij en werd er begraven. Zijn graf lokte veel bedevaarders en de abdij nam zijn naam aan. Naast de rijke abdij ontstond in de eeuw erna een nederzetting, Montauriol.

### Stichting van Montauban
Montauban werd in 1144 gesticht als bastide door de graaf van Toulouse, Alphonse Jourdain. De plaats, een heuvel aan de weg tussen Toulouse en Cahors, dicht bij de noordelijke grens van het graafschap, werd gekozen om strategische redenen. De ligging aan een belangrijke weg en aan de Tarn, die een verbinding met de zeehaven van Bordeaux bood via de Garonne, was ook economisch interessant. Alphonse Jourdain gaf de stad de naam Montalba ("witte berg") als verwijzing naar de vlakbij gelegen Abdij van Montauriol ("gulden berg"). Montauban groeide snel ten koste van Montauriol, tot afgunst van de abt. Die wist te bereiken dat de graaf de helft van zijn eigendomsrechten over de nieuwe stad afstond aan de abdij.
Zoals andere bastides werd de stad gebouwd volgens een rechthoekig stratenpatroon met een centraal plein. Er kwam ook een grafelijke kasteel in de stad. Door de stadskeuren van 1144 en 1195 kreeg Montauban handelsprivileges en een bestuur van zes consuls die jaarlijks werden verkozen. De katharen kregen een zekere aanhang in de stad, maar Montauban bleef trouw aan de graaf van Toulouse. Dit kon niet verhinderen dat Simon IV van Montfort tijdens zijn kruistocht tegen de katharen de stad een tijd bezet hield. Bij de dood van de laatste graaf van Toulouse in 1271 viel de stad toe aan het kroondomein van de Franse koning.

### Bloeitijd

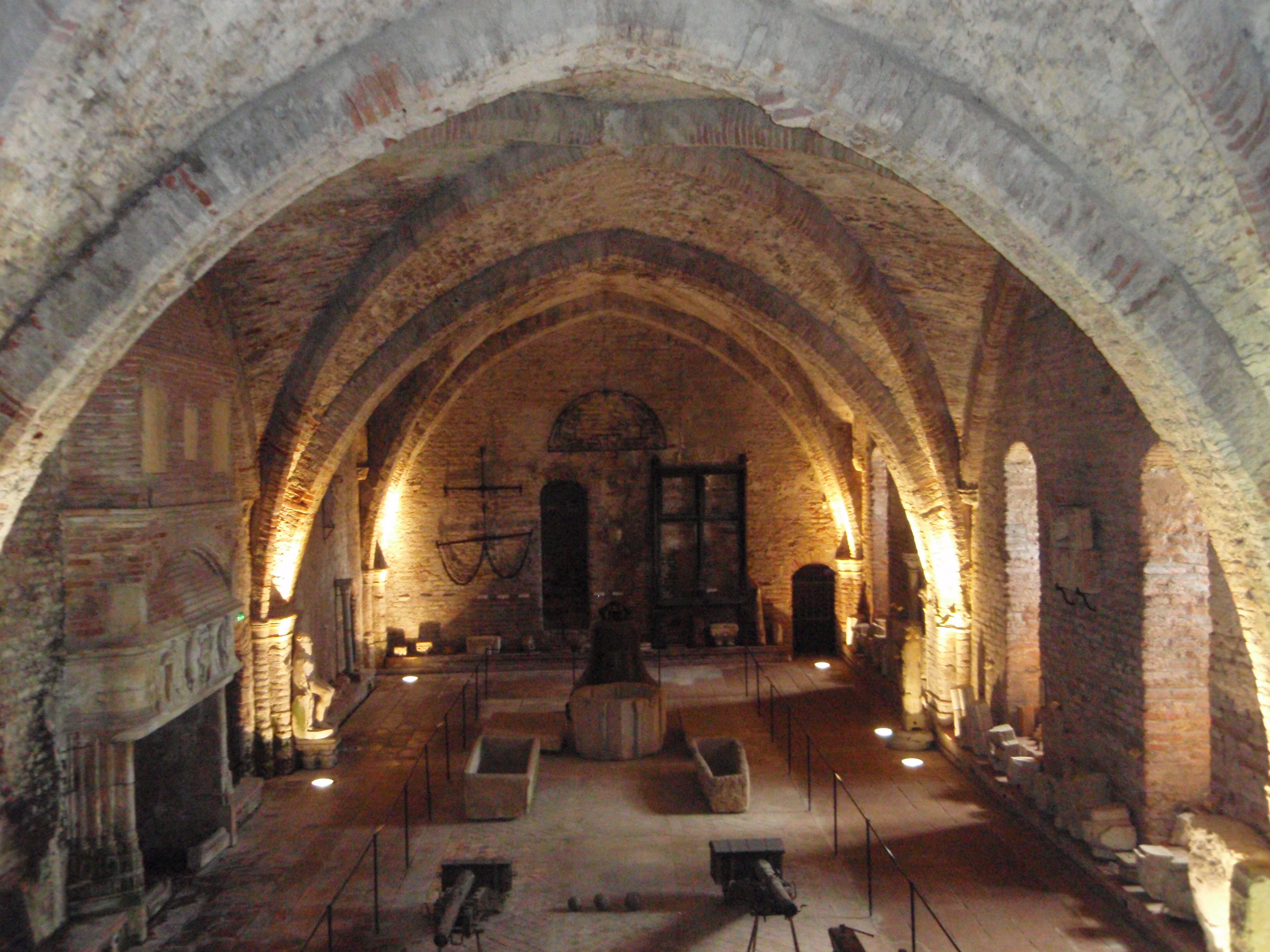
De Zaal van de Zwarte Prins. De Engelsen begonnen na 1360 met de bouw van een fort op de Tarn, maar konden het niet afwerken voor de stad in 1369 weer Frans werd.

De dertiende en het begin van de veertiende eeuw vormden een bloeitijd voor de stad. De handel, vooral in wijn, floreerde. Handelaars uit Montauban deden Engeland en de jaarmarkten van Champagne aan. De inkomsten zorgden ervoor dat er grote bouwwerken werden ondernomen. De kerk Saint-Jacques werd ingewijd en de Pont Vieux, een eerste brug over de Tarn, werd gebouwd. Vanaf 1317 was Montauban de zetelplaats van het bisdom Montauban en op de plaats van de oude abdijkerk van Montauriol werd een nieuwe gotische kathedraal gebouwd. De bevolking groeide en vanaf de dertiende eeuw ontstonden wijken buiten de stadsmuren. Daar vestigden ook de nieuwe bedelorden hun kloosters (karmelieten, franciscanen, dominicanen en clarissen).
De Zwarte Dood en de Honderdjarige Oorlog betekenden het einde van deze bloeitijd. Montauban lag op de grens tussen gebieden die door de Engelsen werden gecontroleerd en gebieden die door de Franse koning werden gecontroleerd. De stad viel door het Verdrag van Brétigny (1360) kort onder het gezag van de Engelse Zwarte Prins, Eduard van Woodstock, maar in 1369 was Montauban weer in Franse handen. De handel viel door de oorlog grotendeels stil en herstelde zich pas aan het einde van de vijftiende eeuw.

### Reformatie

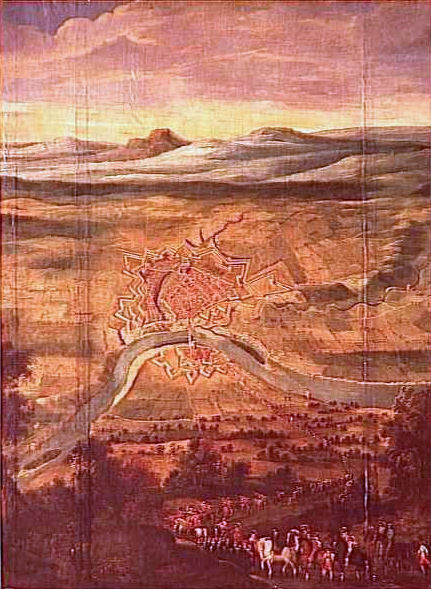
Op 21 augustus 1629 moest het protestantse Montauban de poorten openen voor het katholieke leger van de Franse koning.

De reformatie kende veel aanhangers in de streek. In 1561 kwam de stad onder protestants bestuur en de bisschop, de clerus en de katholieke burgers moesten de stad verlaten. Montauban vormde samen met La Rochelle een van de bolwerken van de hugenoten. De kathedraal en het bisschoppelijk kwartier werden in de as gelegd en gesloopt. Er kwamen een nieuwe, grote kerk (Temple Neuf), een protestants college, een drukkerij en een protestantse academie. Op deze academie, gesticht door Michel Bérauld, werd theologie op universitair niveau onderwezen. Hendrik van Navarra, de latere koning Hendrik IV van Frankrijk, maar toen een boegbeeld van de hugenoten, verbleef geregeld in Montauban. De stad werd een place de sûreté voor de hugenoten en kreeg een nieuwe stadsomwalling met bastions die ook de buitenwijken Villebourbon en Villenouvelle omvatte. Montauban werd in 1621 gedurende drie maanden belegerd door een leger van koning Lodewijk XIII, maar gaf zich niet gewonnen.
Na de val van La Rochelle in 1628 moest ook Montauban zijn poorten openstellen voor kardinaal de Richelieu. Hij wijdde persoonlijk de kerk Saint-Jacques weer in als katholiek kerkgebouw en als tijdelijke kathedraal. In de eerste jaren werden de protestanten nog met rust gelaten en mochten ze hun kerkgebouwen verder gebruiken. Maar hun situatie verslechterde geleidelijk aan en de protestantse kerken werden afgebroken. In 1659 verhuisde de protestantse academie naar Puylaurens en in 1683 verbood het Parlement van Toulouse de uitoefening van de protestantse godsdienst, gevolgd door het Edict van Fontainebleau dat iedere publieke uiting van protestantisme verbood. De vooraanstaande calvinisten verlieten de stad of legden zich voortaan enkel toe op de handel.

### Contrareformatie

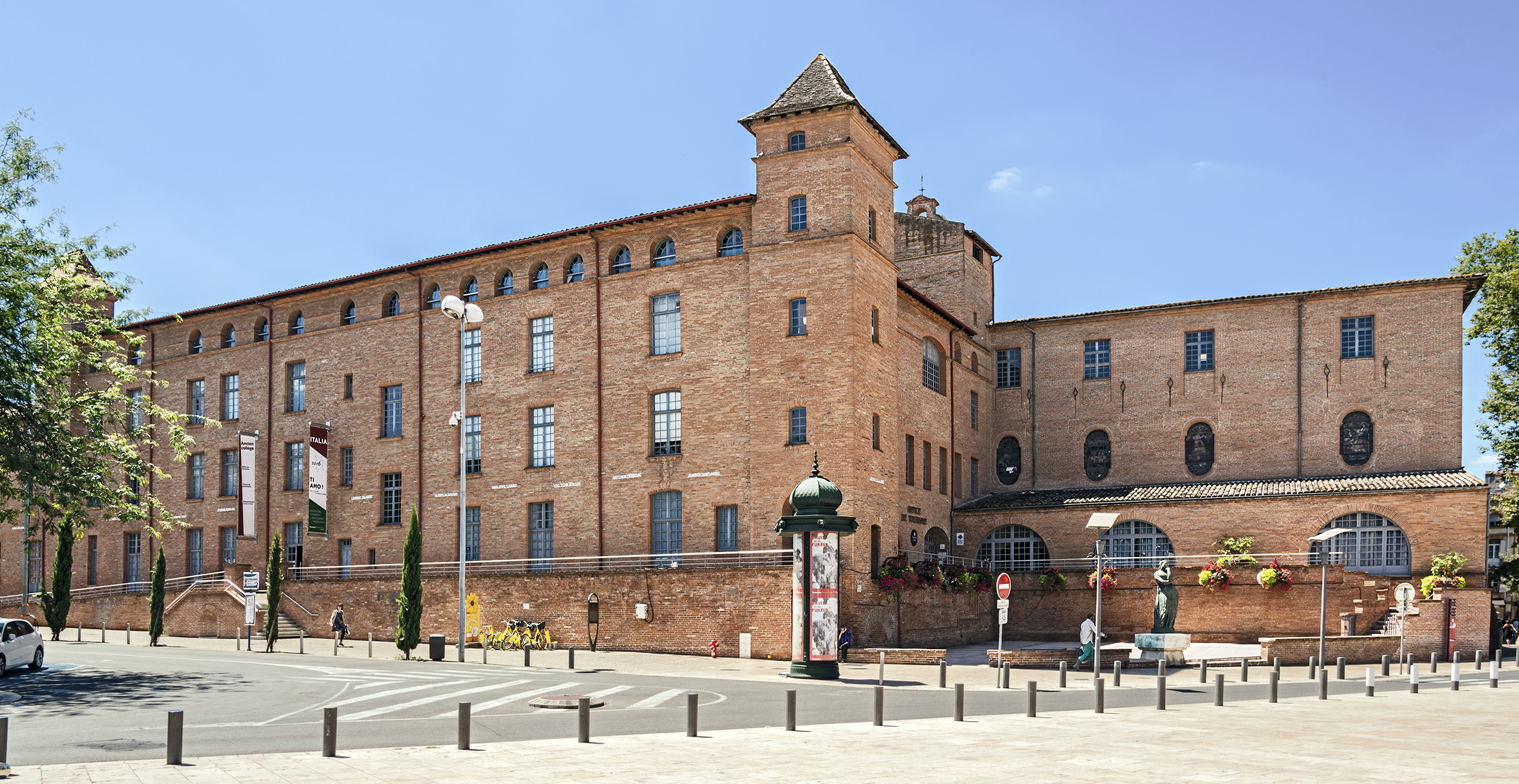
Het voormalig jezuïetencollege

In het kader van de contrareformatie werden een nieuwe kathedraal en een nieuw bisschoppelijk paleis gebouwd en werd een jezuïetencollege opgericht. Ook de kloosterorden keerden terug. Montauban werd in 1633 een belangrijk administratief centrum als hoofdstad van de generaliteit Haute-Guyenne. De intendant, de koninklijk commissaris die de generaliteit leidde, werd naast de bisschop de leidende figuur van de stad. Montauban verloor in de loop van de zeventiende en de achttiende eeuw zijn middeleeuws uiterlijk onder impuls van de intendant en van de bisschop. Het centrale plein werd vanaf 1614 heraangelegd en de dubbele arcaden van de Place Nationale verrezen. Er kwamen kaden langs de Tarn. Rijke burgers bouwden stadspaleizen en buiten de stadsomwalling, die werd geslecht, kwamen er nieuwe wijken. De industrie bloeide in de achttiende eeuw met grote watermolens, de productie van bakstenen en aardewerk uit de lokaal gewonnen klei, zijdeateliers en wolnijverheid. Ook de Verlichting deed haar intrede; zo werd in 1744 de Académie de Montauban opgericht. Montauban met zijn 27.000 inwoners kon rivaliseren met Toulouse, dat 48.000 inwoners telde.

### Moderne tijd

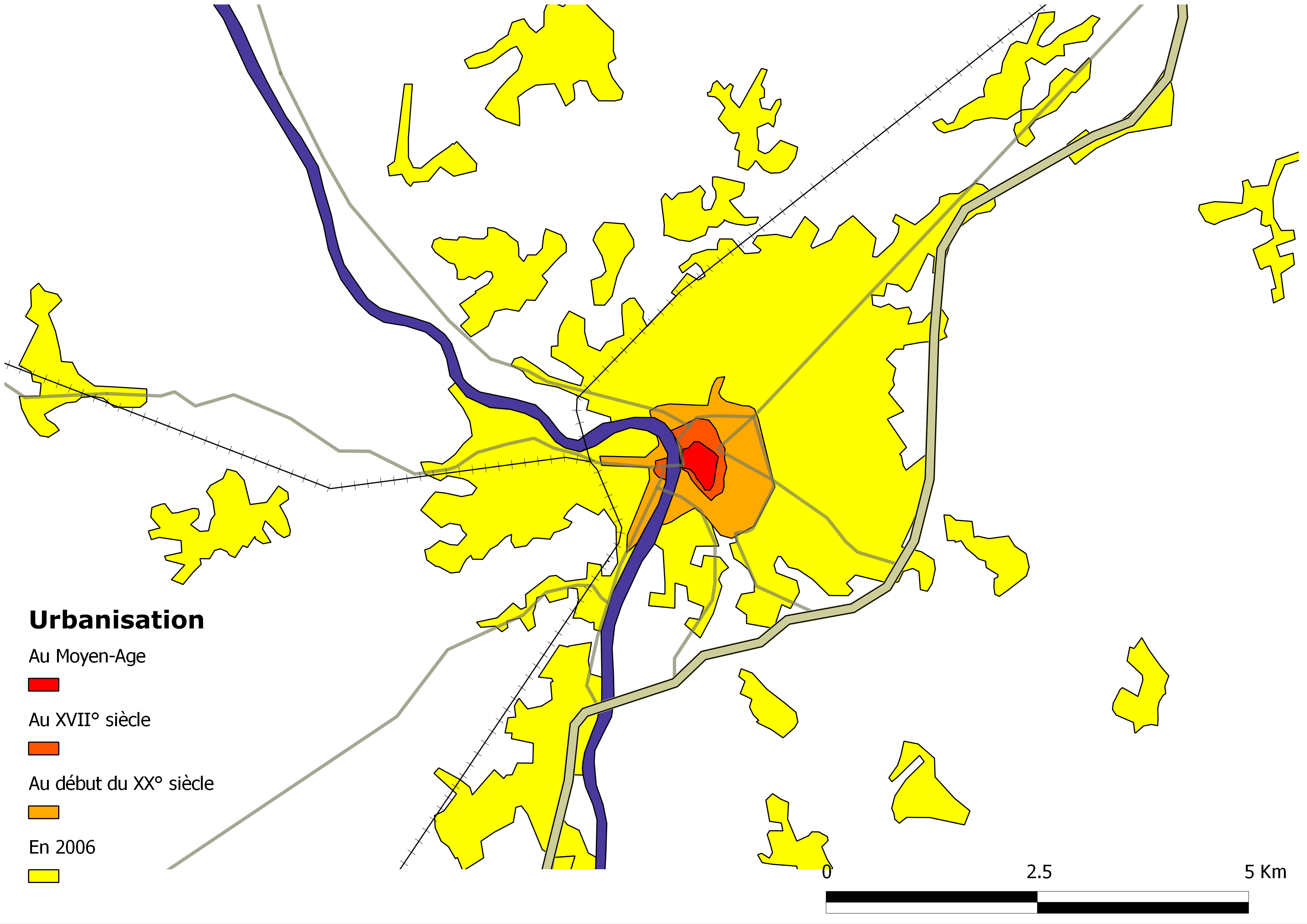
Groei van het stedelijk gebied in en om Montauban (in de middeleeuwen, in de 17e eeuw, aan het begin van de 20e eeuw en in 2006)

Bij de oprichting van het departement Lot na de Franse Revolutie werd Montauban gepasseerd en werd Cahors de prefectuur (hoofdstad). De stad verloor zijn bestuursfunctie en ook nog eens zijn bisdom. Bovendien was al aan het einde van de achttiende eeuw de uitvoer van wollen stoffen (cadis) en vaten met bloem naar de verloren Franse kolonies in Amerika weggevallen. Dit leidde tot politieke en sociale onvrede die in 1790 culmineerde in een oproer, waarbij vijf leden van de Nationale Garde werden gedood. Deze gebeurtenissen wekten beroering in het hele land.
In 1808, toen het departement Tarn-et-Garonne werd gecreëerd, kreeg Montauban toch een prefectuur. De stad bleef dus een belangrijk administratief centrum en ook een centrum voor landbouwproducten en de voedingsindustrie. Ook kwamen er legerkazernes. De stad beschikte over een verbinding met het Canal de Garonne (1844) en over een spoorwegstation (1856), maar toch ging de industriële revolutie voor een deel aan Montauban voorbij.
In maart 1930 werden de lager gelegen wijken Sapiac en Villebourbon getroffen door een zware overstroming van de Tarn die meer dan 1000 huizen vernielde en 29 mensenlevens eiste. De stad breidde zich daarna uit naar het oosten en het noorden, op hoger gelegen grond, waar nieuwe wijken werden gebouwd voor de groeiende bevolking. Vooral de tertiaire sector groeide. Tijdens de periode van de Trente Glorieuses waarin de stad een economische bloei kende, werden nieuwe wijken aangelegd. Een gevolg hiervan was dat het oude centrum, met zijn kleine en verouderde woningen, leegliep. De bewoners trokken naar de nieuwe villawijken en in hun plaats kwamen bewoners van diverse etnische achtergrond. Dit zorgde voor integratieproblemen. Gelijkaardige problemen deden zich voor in enkele nieuwe wijken met sociale woningen. De Cité des Chaumes, bestaande uit tien woonblokken te midden van groen, werd aangelegd in de vroege jaren 1970. Hoewel oorspronkelijk bedoeld als een leefomgeving met veel groen, ontstond er in de loop der jaren gettovorming, voornamelijk als gevolg van hoge werkloosheid onder de bewoners. Deze situatie escaleerde in zware rellen die plaatsvonden in december 1999. Als reactie hierop werden in de daaropvolgende jaren stappen ondernomen om dergelijke probleemwijken aan te pakken. Dit resulteerde uiteindelijk in het afbreken van de meeste woontorens in de Cité des Chaumes, die werden vervangen door kleinere appartementsgebouwen die naar verwachting een betere leefomgeving zouden bieden.

## Geografie

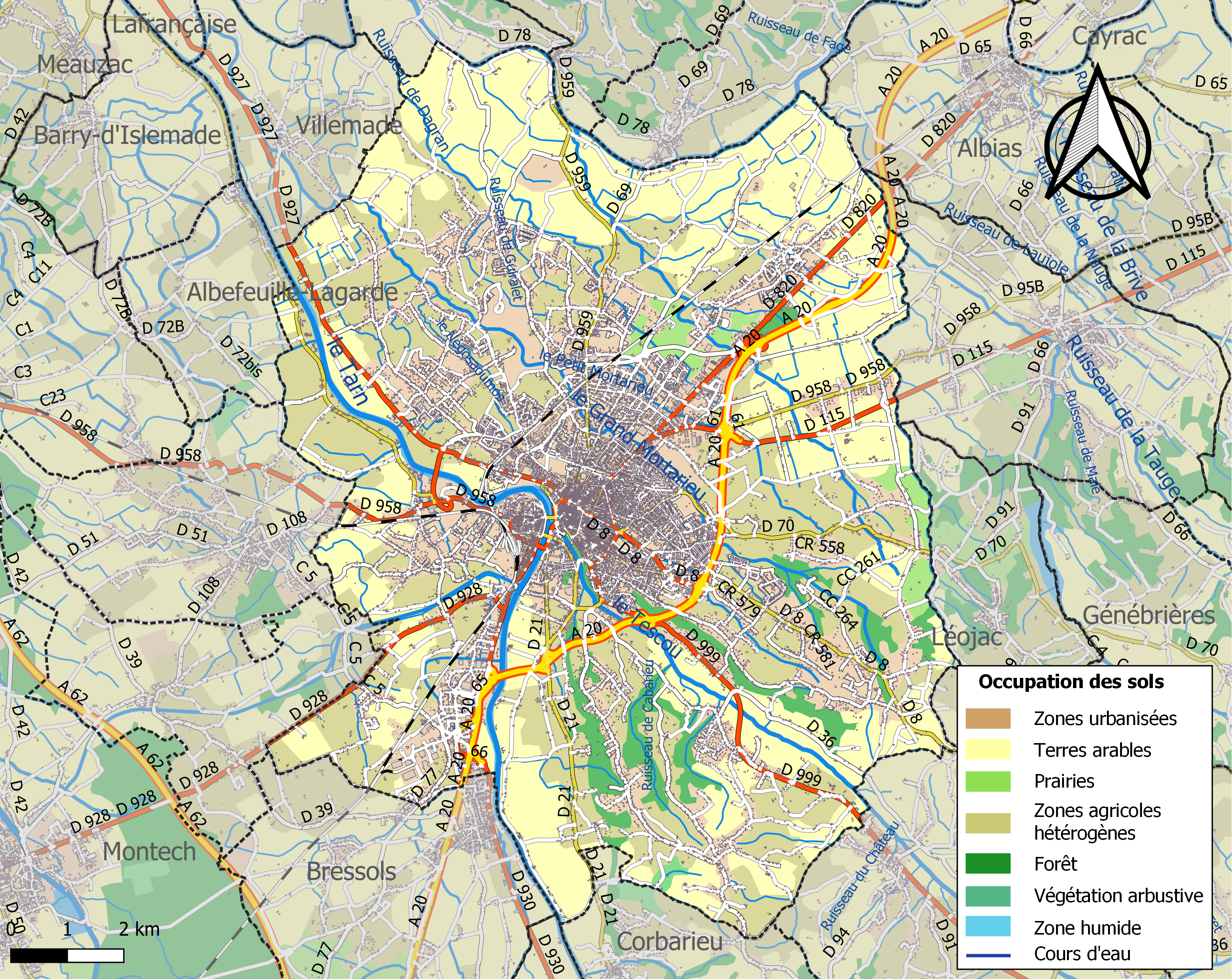
De ligging van Montauban met de belangrijkste infrastructuur en aangrenzende gemeenten

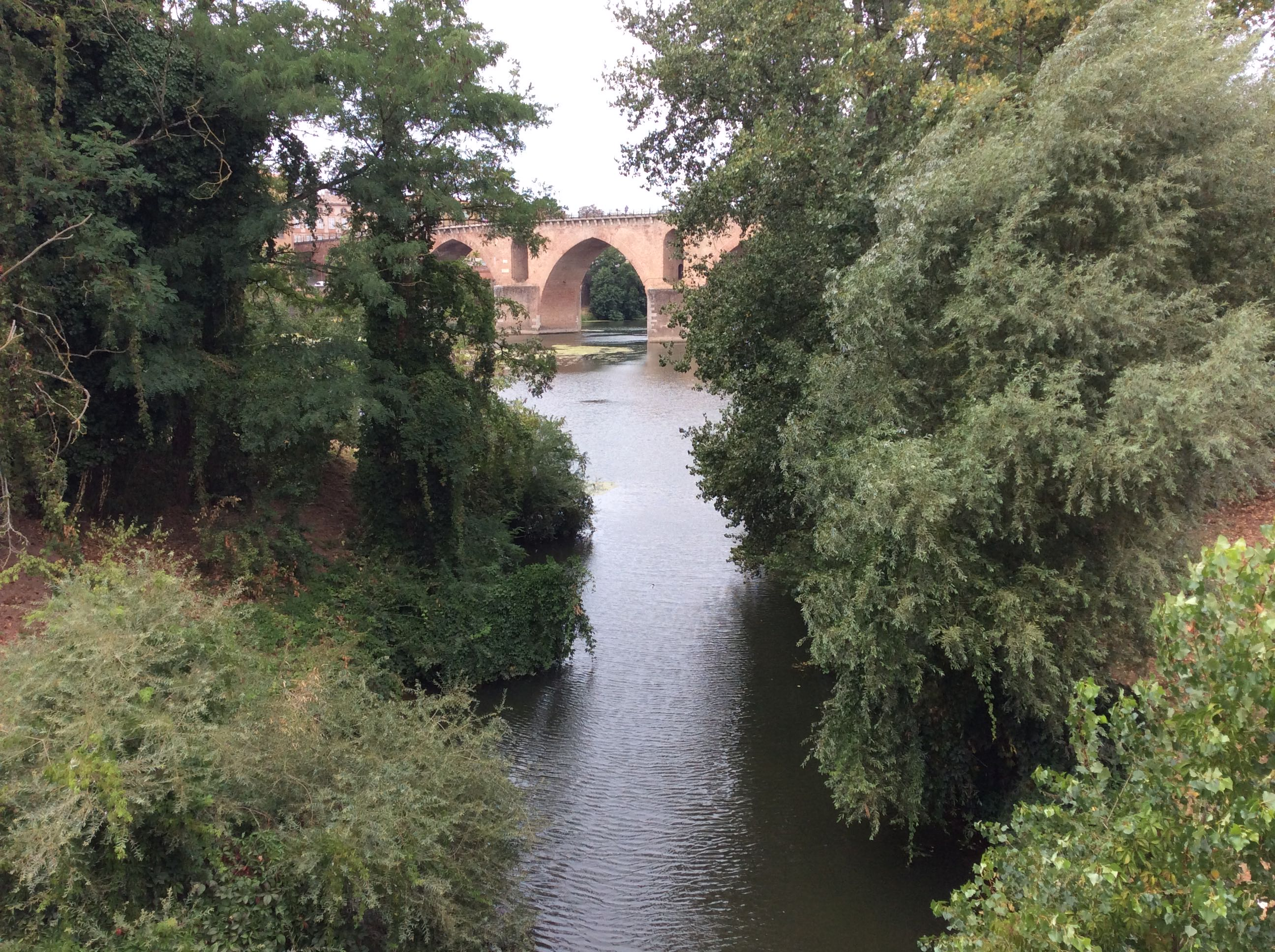
De monding van de Tescou in de Tarn, met op de achtergrond de Pont Vieux

Montauban is centraal gelegen in het departement Tarn-et-Garonne. De stad ligt op 55 km van Toulouse, 60 km van Cahors, 72 km van Agen en 76 km van Albi.
Montauban is naar Franse normen een erg uitgestrekte gemeente. De oppervlakte van Montauban bedraagt  135,17 vierkante kilometer; de bevolkingsdichtheid was op 1 januari 2022 462,3 inwoners per vierkante kilometer.
De gemeente is relatief vlak. Het meeste reliëf is te vinden in het zuidoosten langs beide oevers van de Tescou. Het hoogste punt van de gemeente bevindt zich op 207 meter boven zeeniveau.

### Rivieren
De gemeente ligt in de brede riviervlakten van de Tarn en de Aveyron. De Tarn stroomt van zuid naar noord door de gemeente om 30 kilometer verderop uit te monden in de Garonne. Het stadscentrum ligt op de rechteroever aan een meander van de Tarn, waar de Tescou uitmondt in deze rivier. De Aveyron vormt de noordelijke grens van de gemeente en mondt enkele kilometers verderop bij Lafrançaise uit in de Tarn. Verder is er op de linkeroever het Canal de Montech, geopend in 1844, dat de Tarn verbindt met het Canal de Garonne.
Overstromingen van de Tarn hebben in het verleden (in 1566, 1573, 1618, 1652, 1766, 1772 en 1930) grote schade veroorzaakt in de stad, vooral in de lager gelegen wijken. Na de hoge waterstanden in 1982 en 1996 werden infrastructuurwerken uitgevoerd aan de oevers van de Tarn en de Tescou om overstromingen te voorkomen.

### Klimaat
Montauban heeft een warm zeeklimaat, volgens de klimaatclassificatie van Köppen Cfa. De gemiddelde jaartemperatuur bedraagt 13,8° C en de gemiddelde neerslag per jaar 749 mm. April telt gemiddeld de meeste regendagen (negen) en juli, augustus en september de minste (zes). Juli is de warmste maand met een gemiddelde temperatuur van 22,5° C en januari de koudste met een gemiddelde temperatuur van 5,5° C.
| Data 1991-2021                               | Jan | Feb  | Maart | April | Mei  | Juni | Juli | Aug  | Sept | Okt  | Nov  | Dec |
| -------------------------------------------- | --- | ---- | ----- | ----- | ---- | ---- | ---- | ---- | ---- | ---- | ---- | --- |
| gemiddelde minimumtemperatuur °C (Montauban) | 2,4 | 2,1  | 4,9   | 7,7   | 11,1 | 15,2 | 17,2 | 17,2 | 14,3 | 11,3 | 6,4  | 3,3 |
| gemiddelde maximumtemperatuur °C (Montauban) | 9,1 | 10,3 | 14,2  | 17,4  | 20,9 | 25,5 | 27,7 | 27,8 | 24,5 | 19,9 | 13,2 | 9,9 |
| gemiddelde temperatuur °C (Montauban)        | 5,5 | 6,0  | 9,4   | 12,5  | 16,1 | 20,4 | 22,5 | 22,5 | 19,2 | 15,3 | 9,6  | 6,3 |

### Geologie
Montauban bevindt zich op de oostelijke rand van het Aquitaans bekken, bestaande uit de riviervlakten van de Garonne, de Tarn en de Aveyron. De ondergrond wordt gevormd door sedimentlagen met daarbij verschillende kleilagen.

## Bestuur

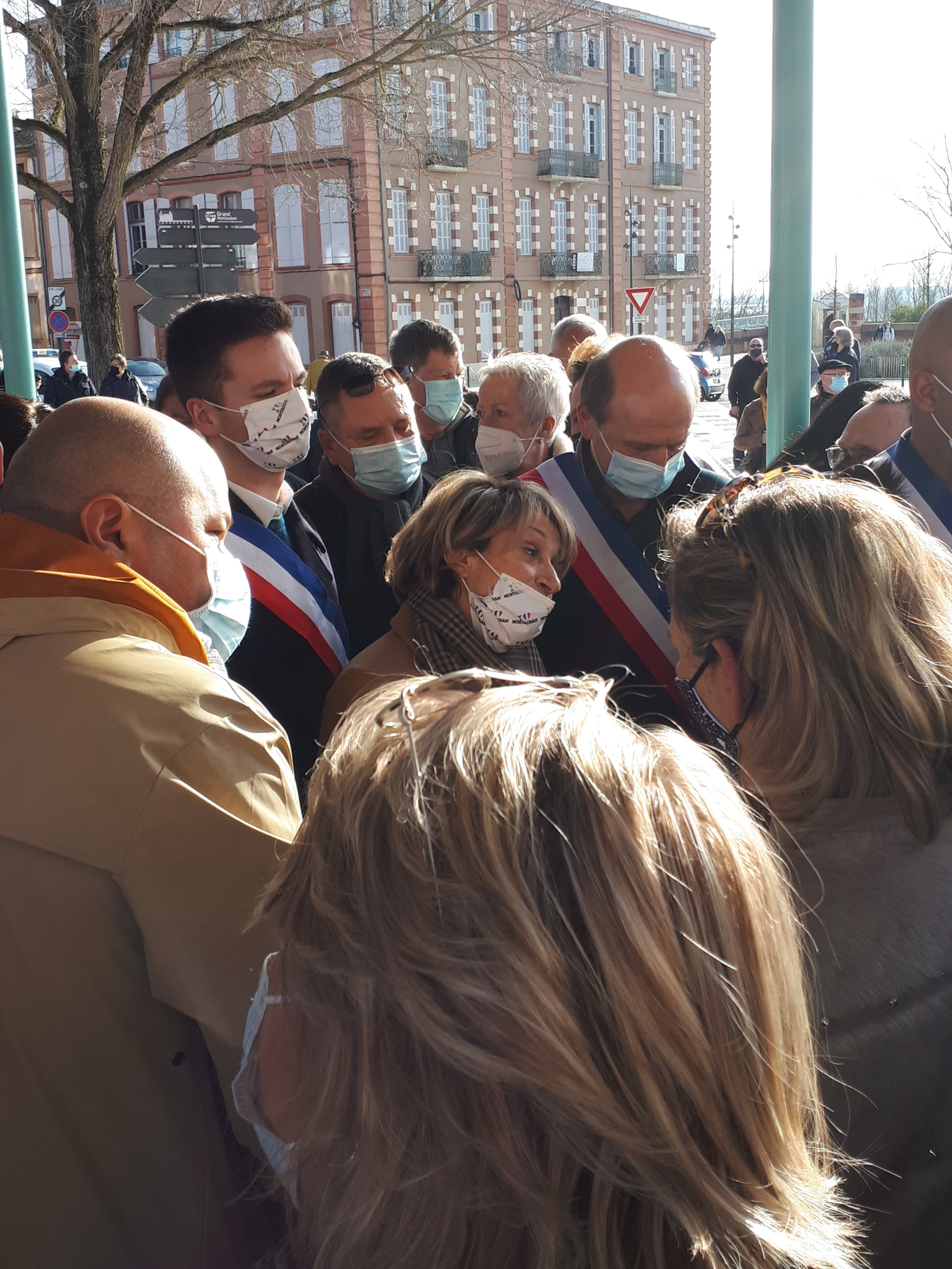
Oud-burgemeester Brigitte Barèges werd beschuldigd van fraude met overheidsgeld tijdens de verkiezingscampagne van 2014. Zij werd hiervoor in 2021 in eerste aanleg veroordeeld maar het jaar erop in beroep vrijgesproken.

De gemeenteraad (Conseil municipal) wordt om de zes jaar gekozen en bestaat anno 2023 uit 49 leden. Montauban heeft een burgemeester (maire) en 14 schepenen of wethouders (adjoints). In 2024 werd Marie-Claude Berly (Les Républicains) burgemeester als opvolgster van Brigitte Barèges, die de gemeente gedurende 23 jaar had geleid. Barèges kwam aan de macht na 35 jaar socialistisch bestuur.
Daarnaast zijn er in de gemeenteraad van Montauban nog vier adjoints de quartier die zich specifiek bezighouden met de wijkwerking.
De gemeente is onderverdeeld in elf wijken (quartiers) die via een vertegenwoordiging enkel een raadgevende functie hebben. Deze wijken zijn zelf een verzameling van een aantal buurten:
1. Villebourbon - Albasud - Quai Poult
2. Verlhaguet - Gasseras - Nivelle - Pouty - Port-Canal
3. Saint-Martial - Carreyrat - Le Fau - Cantaloube
4. Sapiac - Pech Boyer - Beausoleil Bas
5. Centre-ville
6. Falguières - Saint-Hilaire - Bas-Pays (Hippodrome)
7. Fonneuve - Le Ramier - Birac
8. Pomponne - Albanord - Marché Gare
9. Médiathèque - Lalande - Les Chênes - Montplaisir - Beausoleil Haut
10. Issanchou - Villenouvelle - Albarèdes - Capou
11. Faubourgs - Gambetta - Lacapelle - Moustier - Garrisson

### Grand Montauban
In 2002 werd de Communauté d’Agglomération de Grand Montauban opgericht, dat Montauban en tien omliggende gemeenten groepeert. Het samenwerkingsverband omvat naast Montauban Bressols, Albefeuille-Lagarde, Saint-Nauphary, Corbarieu, Villemade, Lamothe-Capdeville, Montbeton, Reyniès, Lacourt-Saint-Pierre en Escatalens.

## Verkeer en vervoer

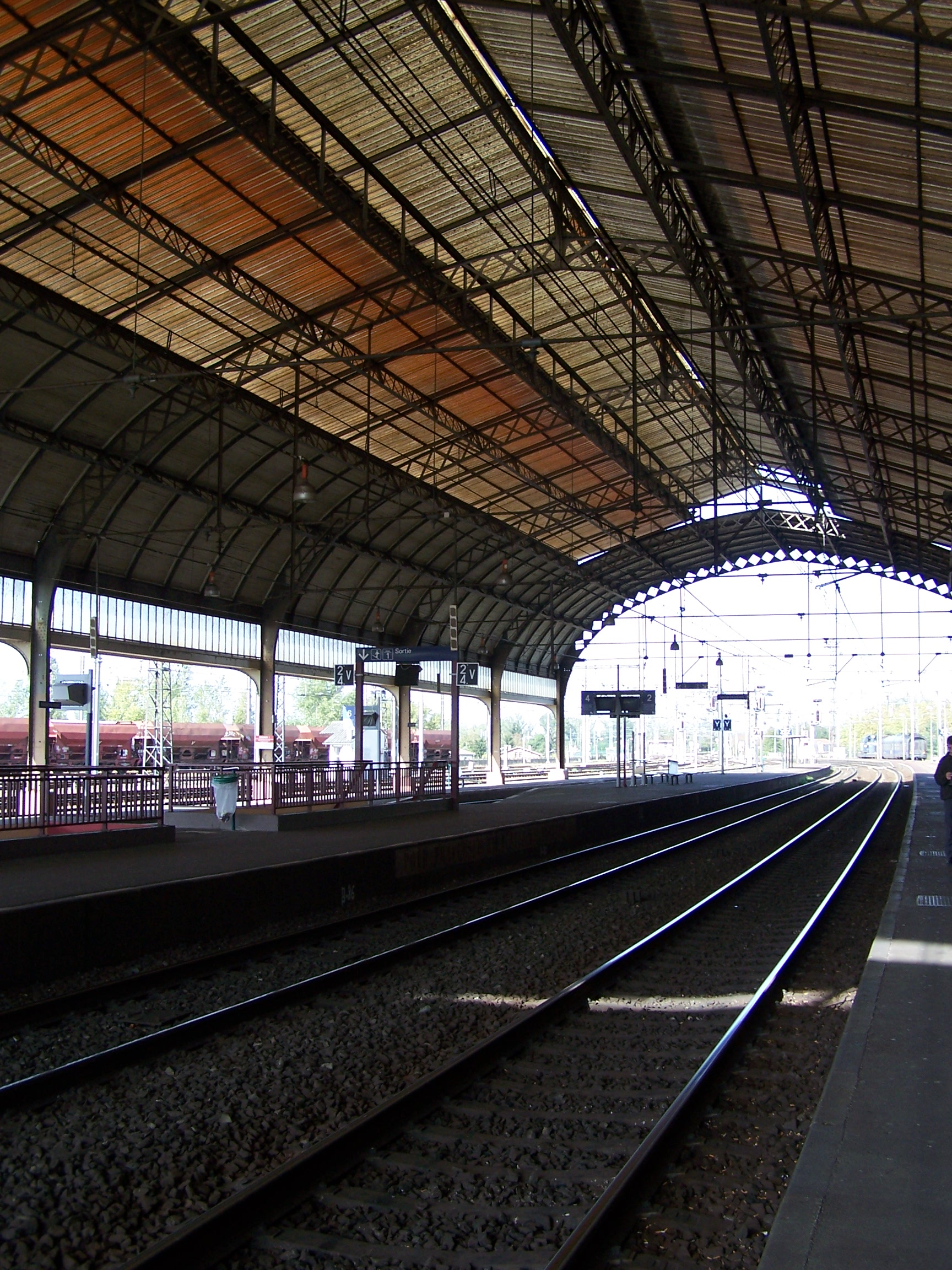
Station Montauban-Ville-Bourbon

### Openbaar vervoer
In de gemeente ligt spoorwegstation Montauban-Ville-Bourbon. Er zijn rechtstreekse spoorverbindingen met Parijs, Bordeaux, Marseille, Toulouse en Agen. Sinds 2021 zijn er plannen voor een nieuwe hogesnelheidslijn (LGV) tussen Bordeaux en Toulouse. Een nieuw station op deze lijn is gepland in buurgemeente Bressols. Dit zou de reistijden aanzienlijk verkorten. Toulouse zou bereikt worden in 10 minuten, Bordeaux in 1 uur en Parijs in 2 uur en 50 minuten.
Het openbaar vervoer binnen de stad en binnen Grand Montauban wordt verzorgd door bussen; de tram verdween in de jaren 1930 uit de straten van Montauban. Vervoersmaatschappij Transports Montalbanais baat negen stedelijke buslijnen uit met als knooppunt het busstation Prax-Paris aan de rand van het oude stadscentrum. Verder baat ze achttien gewestelijke buslijnen uit die de gemeenten van Grand Montauban verbinden met de centrumstad Montauban.
Transports Montalbanais verzorgt ook een netwerk van elektrische deelfietsen.

### Wegverkeer

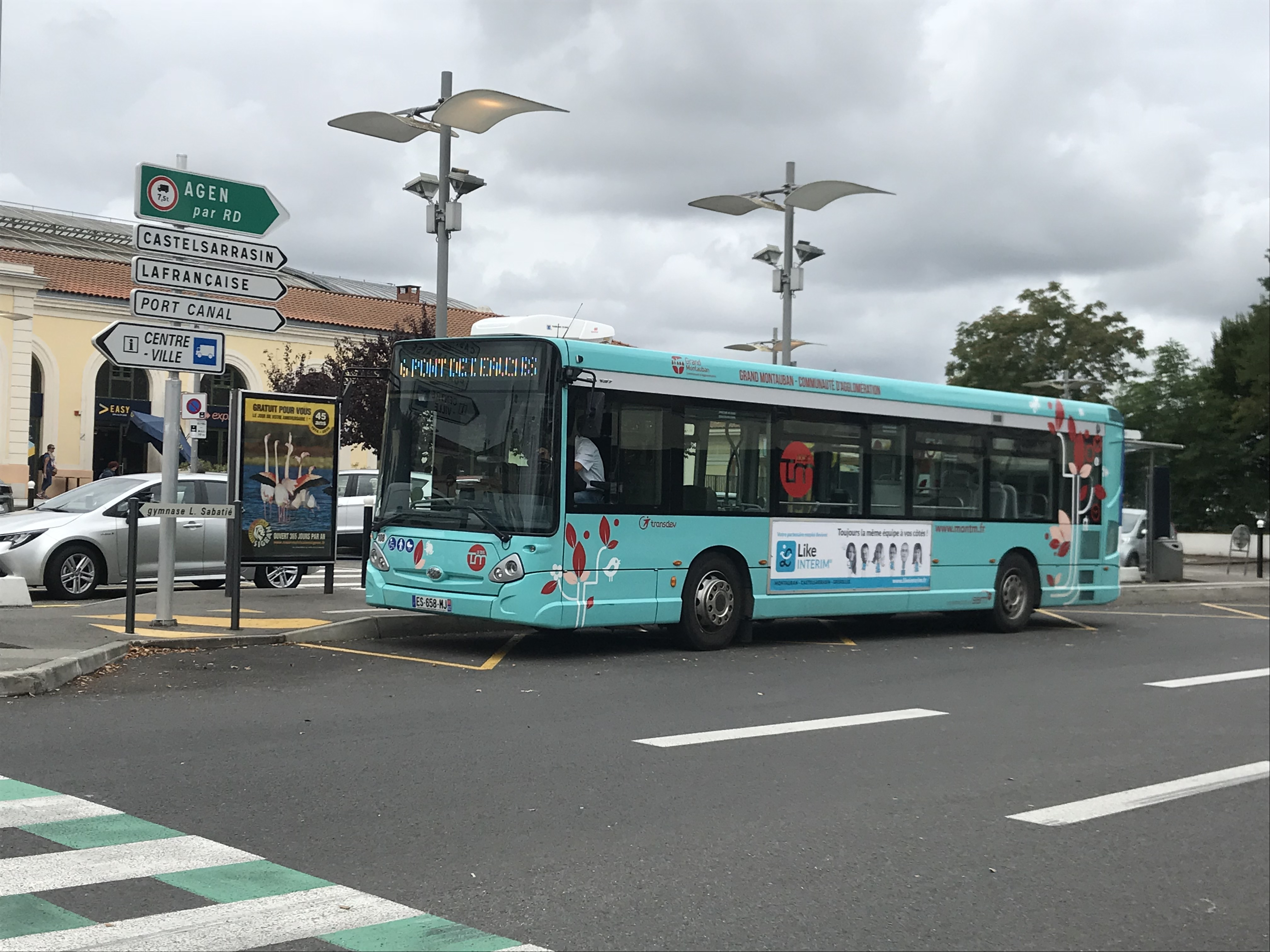
Stadsbus

De autosnelweg A20 loopt door de gemeente en vormt een ringweg (rocade) rond het stadscentrum. De autosnelweg A62 loopt ten westen van de gemeente.

## Economie
Montauban beschikt over goede verbindingen en profiteert van de nabijheid van groeipool Toulouse. Dagelijks gaan 5.000 Montalbanais werken in en rond Toulouse. In Montauban zelf is de voedingsindustrie traditioneel de belangrijkste industrietak. De meeste grote bedrijven liggen gegroepeerd in de industriezones Albanord en Albasud. Bovenal zijn de overheidsinstellingen en de dienstensector belangrijke werkgevers.
Sinds 1974 is het 17e Régiment du Génie Parachutiste van het Franse leger ingekwartierd in Montauban, in de kazerne Doumerc. 
Ongeveer 50 procent van het grondgebied van Montauban bestaat uit landbouwgrond. De riviervlakten van de Tarn en de Aveyron zijn vruchtbaar door rivierafzettingen. Het aantal landbouwondernemingen is in dalende lijn. Tussen 1988 en 2000 ging dit van 571 naar 366. Ook is er een verschuiving van wijnbouw en fruitteelt naar graan- en groententeelt.
De gemeente zet in op het toerisme en kreeg het label Ville d'Art et d'Histoire. De meeste toeristen die Montauban bezoeken hebben de Franse nationaliteit. Onder de buitenlandse toeristen vormen de Spanjaarden de grootste groep. Montauban beschikte in 2023 over twaalf hotels met in totaal 695 kamers. De gemeente heeft een jachthaven (Port Canal) op het Canal de Montech.
In 2020 was 10,1 procent van de beroepsbevolking in Montauban werkloos.

## Onderwijs
Montauban heeft geen eigen universiteit maar wel sinds 1994 een universitaire campus (Centre Universitaire de Montauban) waar opleidingen van de universiteiten Toulouse Capitole en Toulouse Jean Jaurès worden verzorgd. Ook zijn er hogescholen die beroepsopleidingen (management, verpleging, landbouw) geven. Montauban telt zo bijna 2.000 studenten in het voortgezet onderwijs.

## Demografie
Montauban telde op 1 januari 2022 62.487 inwoners. Op 1 januari 2025 waren dit 64.048 inwoners.
Voor de Franse Revolutie telde de stad ongeveer 27.000 inwoners. In de loop van de negentiende eeuw was er weinig bevolkingsgroei. Dat veranderde tijdens het interbellum. De gemeente nam toen veel vluchtelingen op, vooral uit Spanje en Italië. In 1936 telde Montauban 32.025 inwoners. Na de Algerijnse onafhankelijkheid kwamen daar ook pied-noirs bij en later immigranten van diverse nationaliteiten. De gemeente groeide ook door de stadsvlucht vanuit het platteland. Tussen 1946 (ongeveer 36.000 inwoners) en 1982 (ongeveer 50.000 inwoners) was er een sterke bevolkingsgroei.
Onderstaande figuur toont het verloop van het inwonertal.
Opm: Bevolkingscijfers in duizendtallen
Bron: Ldh/EHESS/Cassini; 1793-2006: volkstellingen
Bron: INSEE-tellingen; 2021: volkstelling

## Stadsbeeld

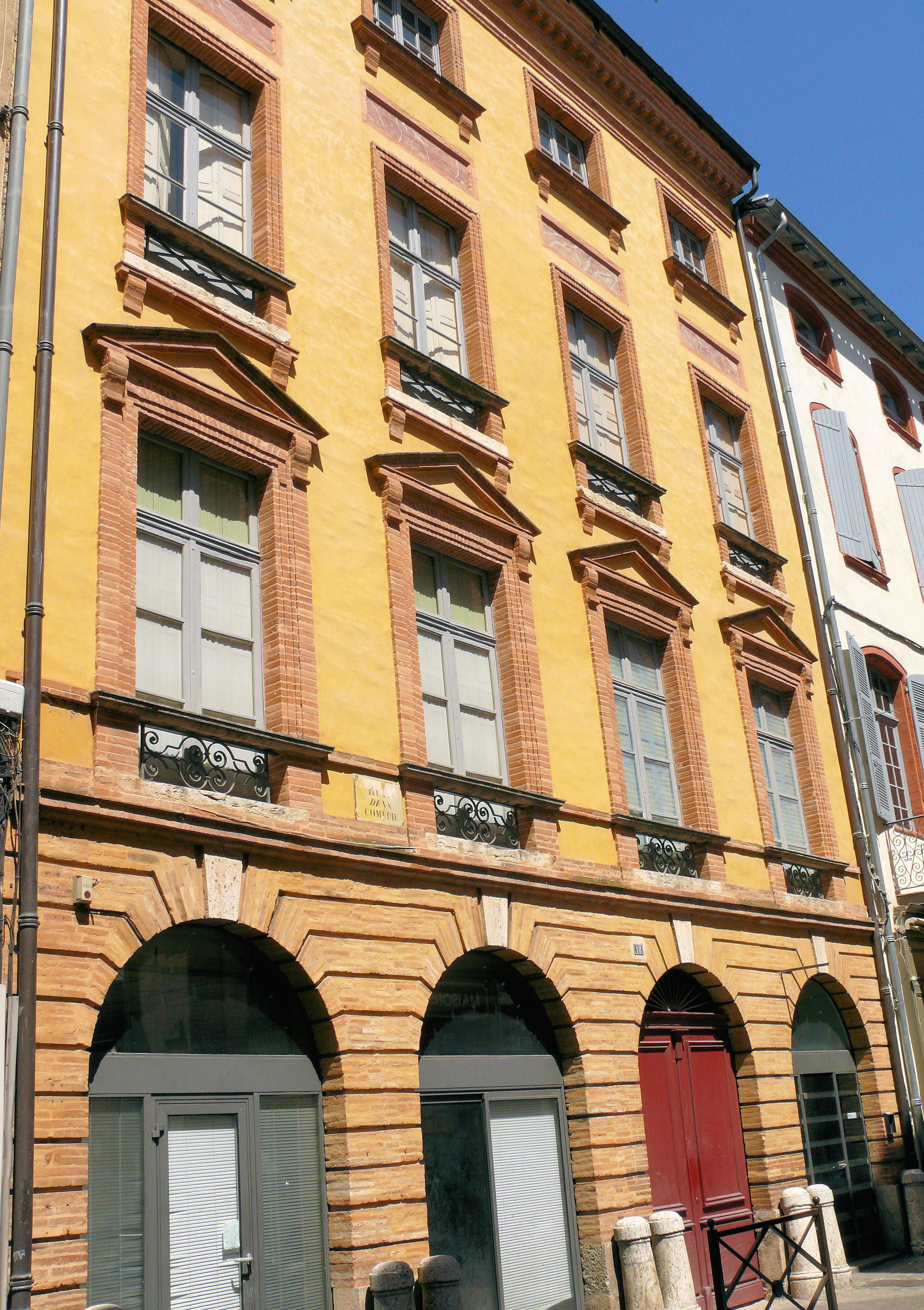
Huizen in de Rue de la Comédie

Montauban is bekend door zijn eenvormige architectuur uit de zeventiende en de achttiende eeuw met de roze bakstenen uit de streek. De stad kreeg de bijnaam Petite soeur de Toulouse ('kleine zus van Toulouse'). Met een verwijzing naar de oude rivaal Toulouse, bijgenaamd La ville rose ('de roze stad'), presenteert de stad zich als La plus rose des villes roses ('de meest roze van de roze steden'). Het symbool van de stad is de Place Nationale, het centrale marktplein met eenvormige baksteengevels en dubbele arcaden. De architectuur van de Place Nationale werd geïmiteerd in verschillende gebouwen. Vanaf de negentiende eeuw werden veel nieuwe maar ook oudere gevels versierd met ornamenten in aardewerk. Door een nieuw procédé konden deze met het gebruik van mallen goedkoop worden geproduceerd. Hoewel het stadsbeeld dus grotendeels zeventiende- en achttiende-eeuws is, telt Montauban nog drie middeleeuwse monumenten: de Pont Vieux over de Tarn, de gotische kerk Saint-Jacques en de Hal van de Zwarte Prins.
Verder presenteert de stad zich toeristisch als de stad van Jean-Auguste-Dominique Ingres, de negentiende-eeuwse kunstschilder die hier geboren werd. Montauban is ook de geboorteplaats van beeldhouwer Antoine Bourdelle. Het kunstmuseum Musée Ingres Bourdelle in het vroegere bisschoppelijk paleis is voor een groot deel gewijd aan het werk van deze twee Montalbanais.
Hoewel de stad dus toeristische troeven heeft, is ze in de rest van Frankrijk vooral bekend door de filmkomedie Les tontons flingueurs (1963). Hierin keert Fernand (Lino Ventura) terug naar een leven als gangster nadat hij jaren een bedrijf in landbouwmachines heeft geleid in Montauban. De stad zelf wordt niet getoond in de film, enkel vermeld in enkele pittige dialogen, en staat er symbool voor het rustieke Frankrijk.

Bezienswaardigheden in Montauban
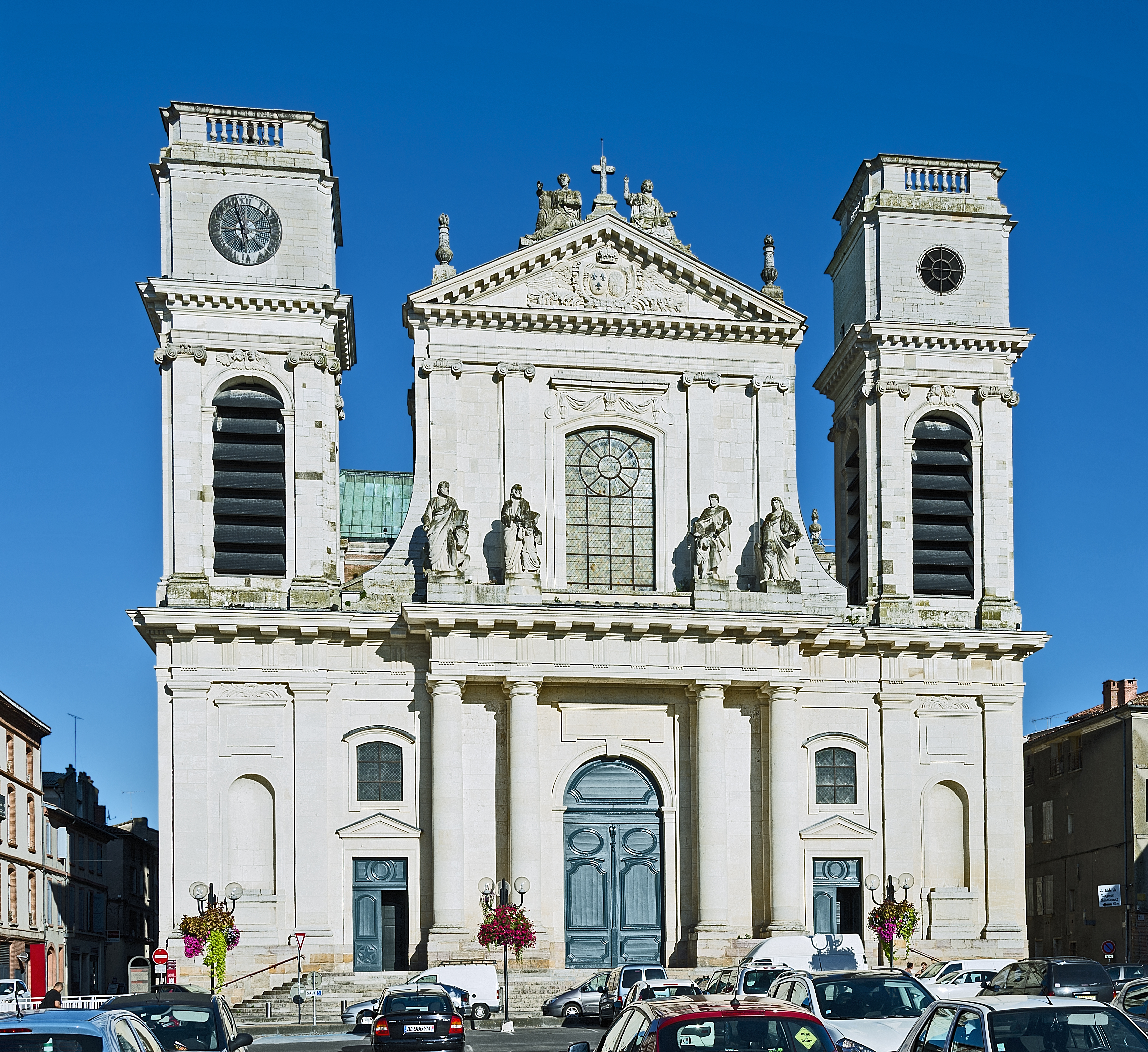
Kathedraal Notre-Dame, symbool van de contrareformatie
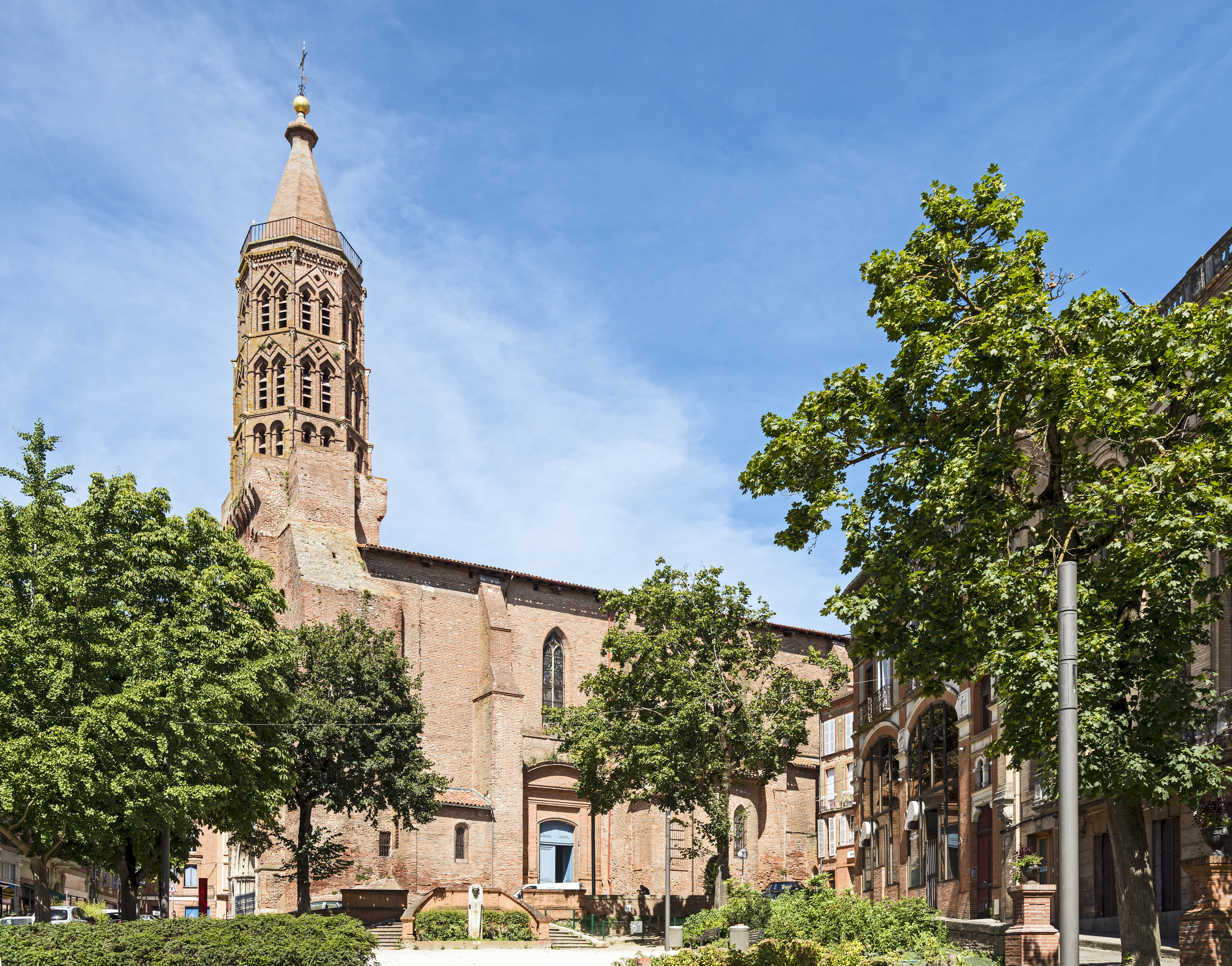
Kerk Saint-Jacques
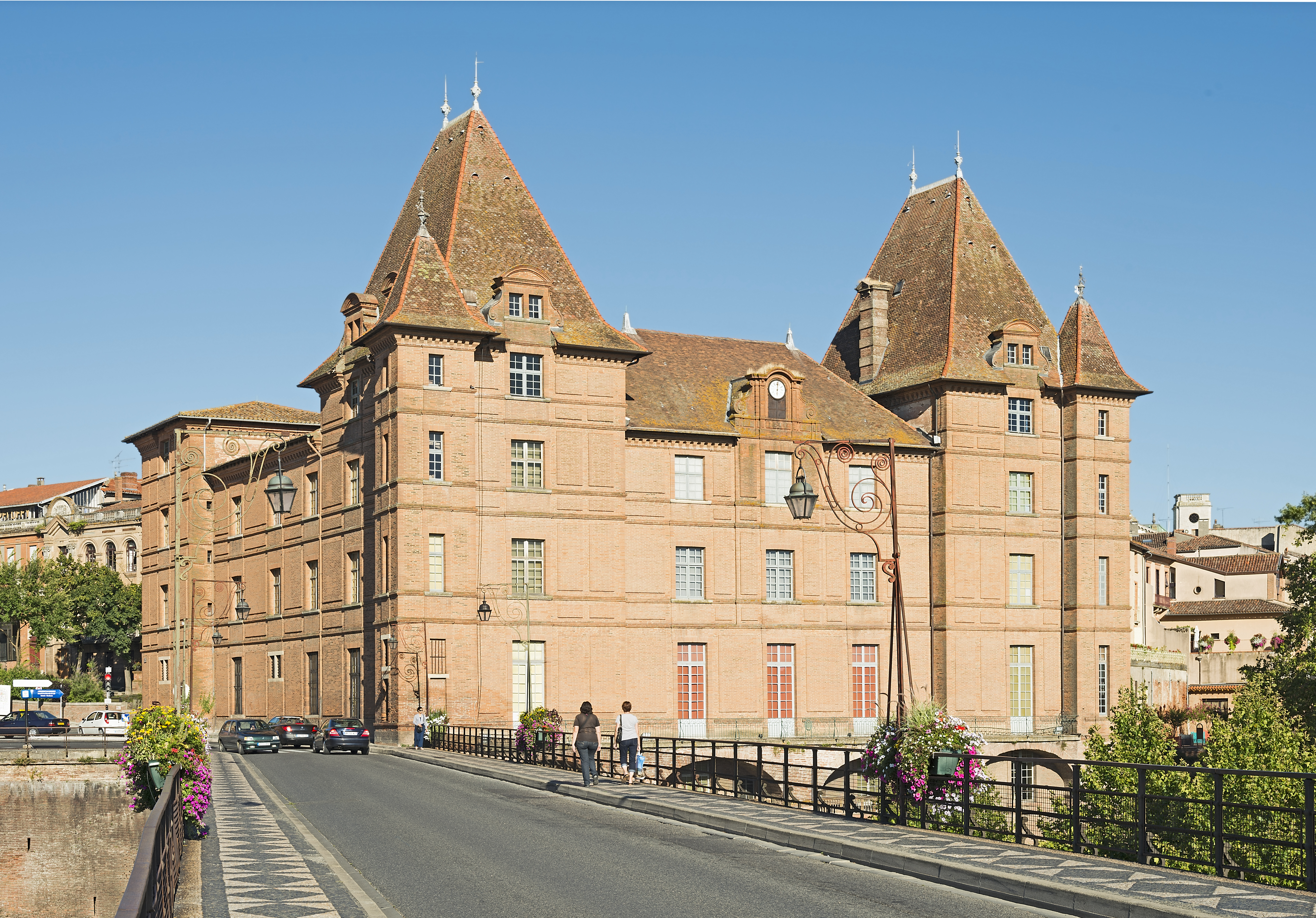
Musée Ingres Bourdelle
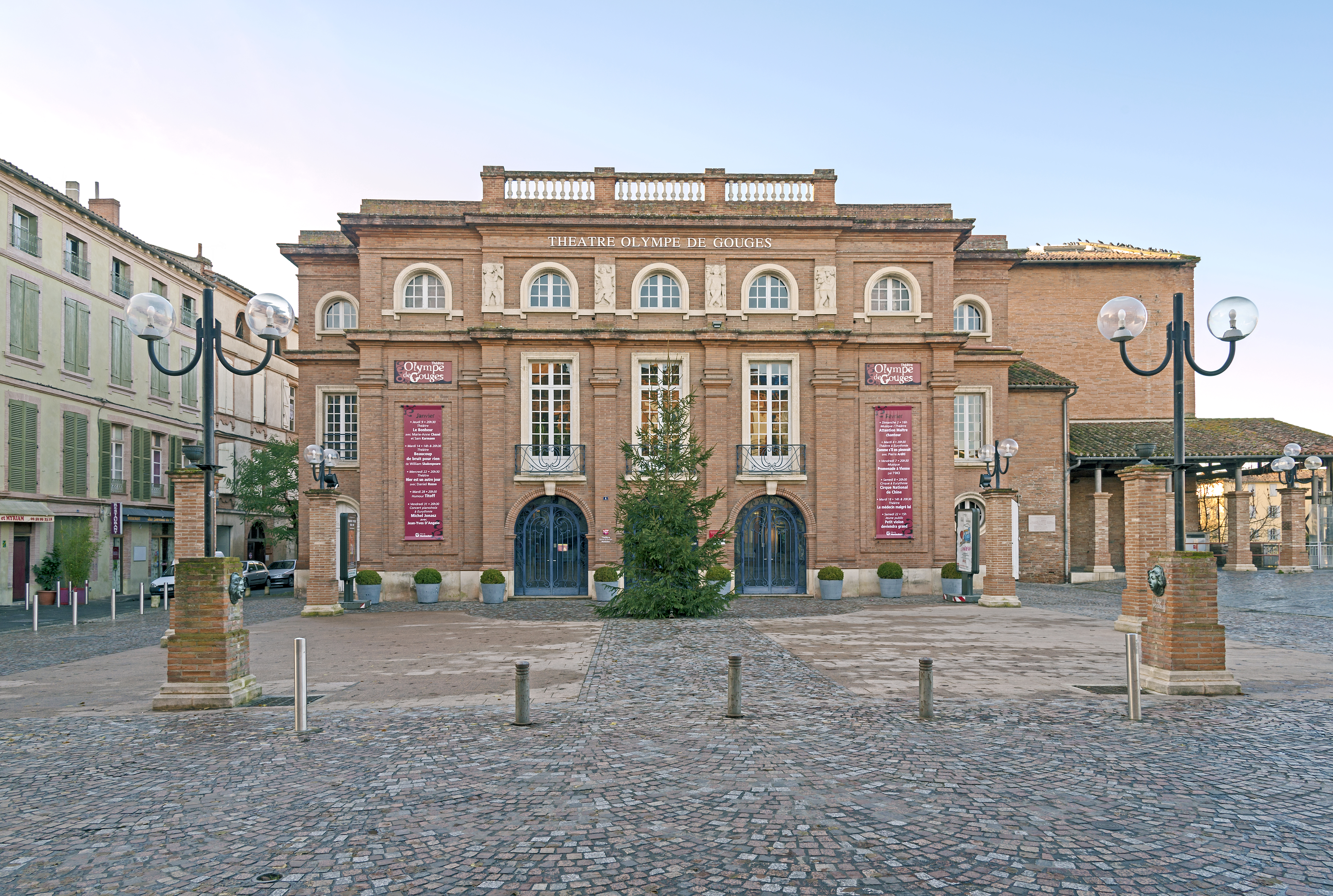
Théâtre Olympe de Gouges
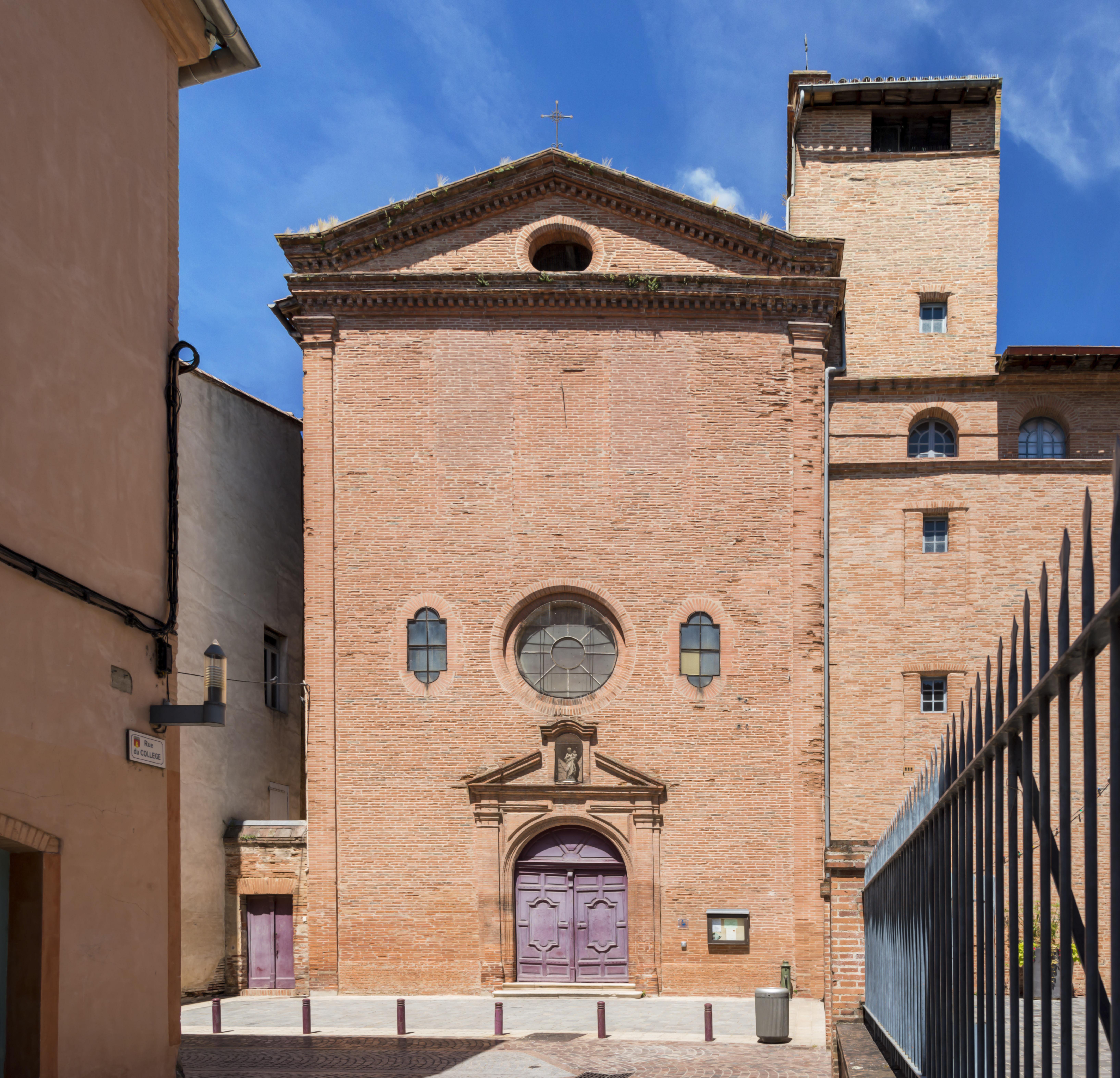
Kerk Saint-Joseph, de derde historische kerk in het stadscentrum
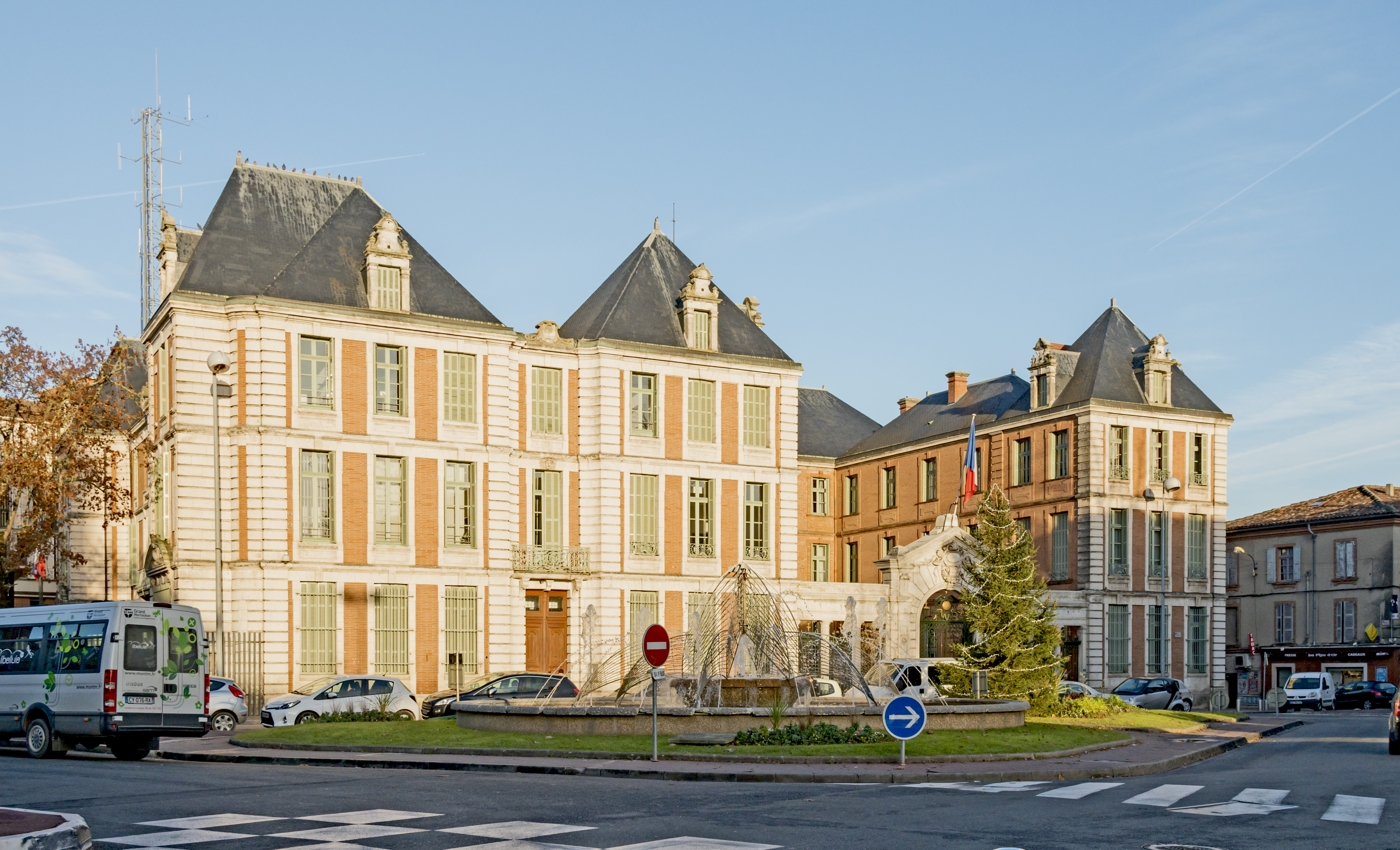
Gebouw van de prefectuur
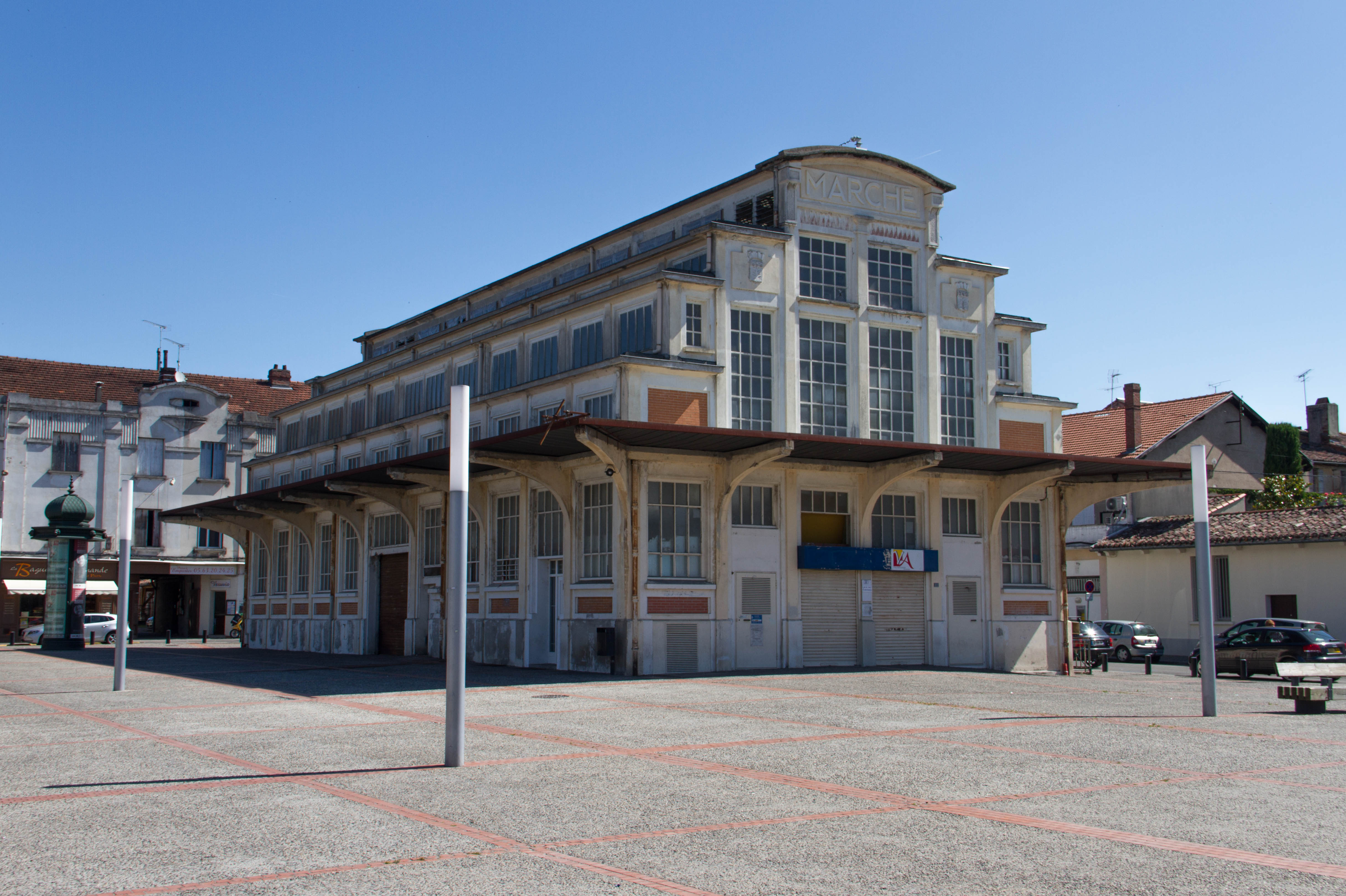
Markthal van Villebourbon

### Wijken
Rond het oude stadscentrum ontstonden al vroeg verschillende wijken, die ook deels werden opgenomen in de nieuwe stadsomwalling.

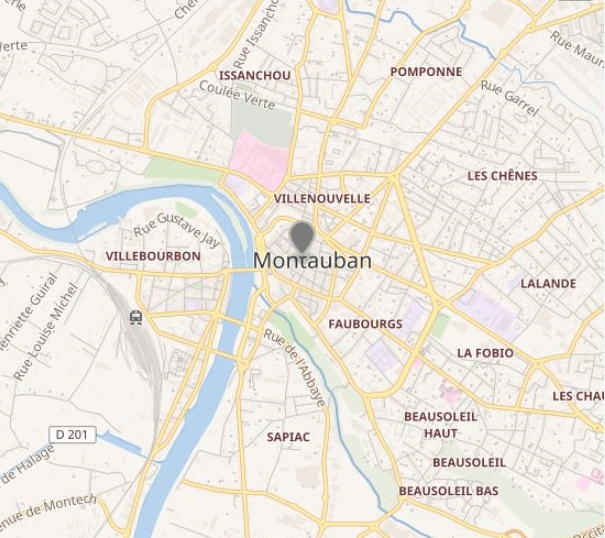
Wijken van Montauban

#### Centre-Ville

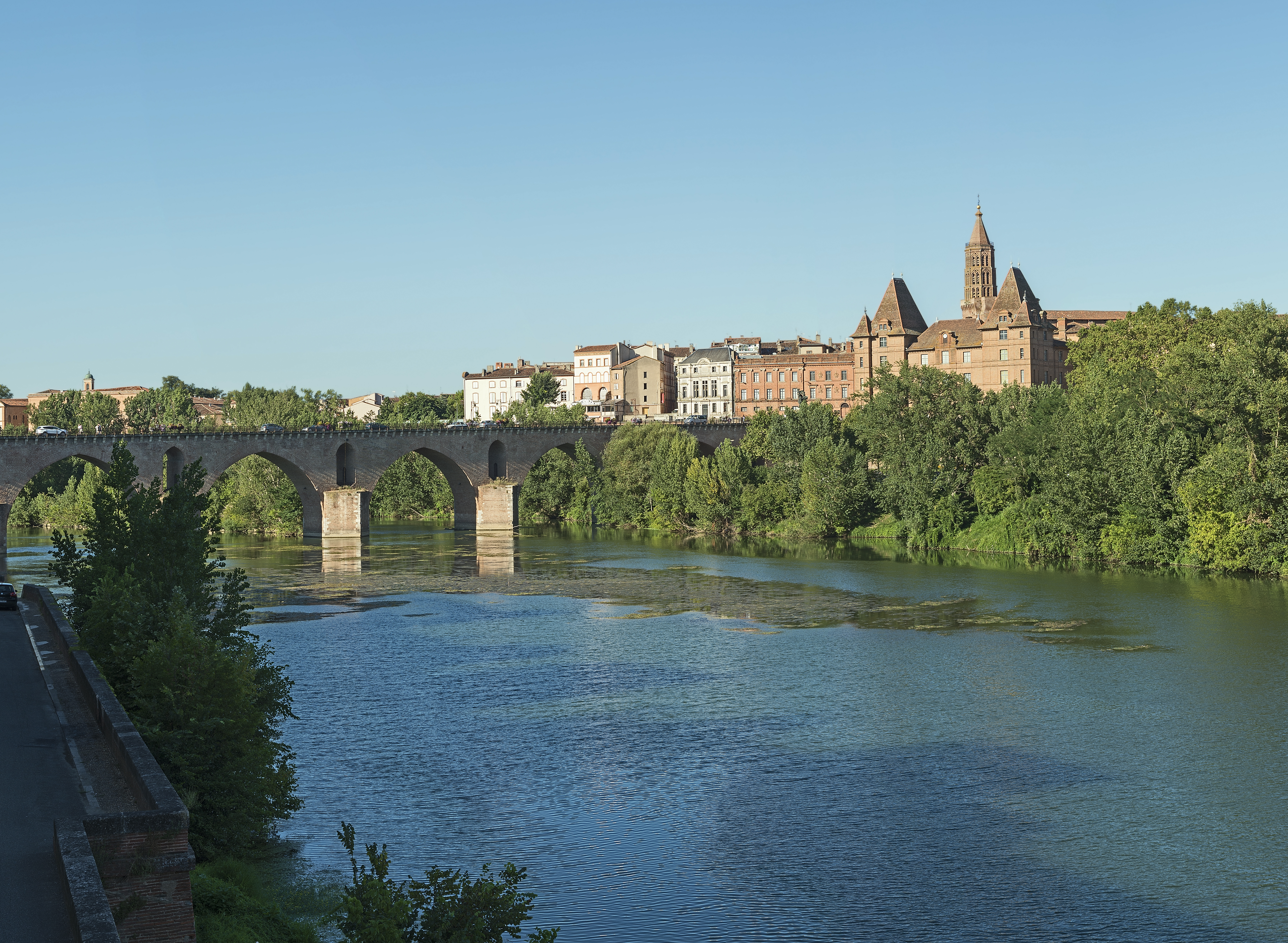
De Tarn, de Pont Vieux en het oude stadscentrum, gezien vanuit de wijk Villebourbon

Het oude stadscentrum ligt op de rechteroever van de Tarn. In het noorden wordt het begrensd door de Mandoune, een steil beekdal uitgesleten door de (overdekte) Lagarrigue. In het zuiden vormt de Tescou de grens. Het rechthoekige stratenplan roept herinneringen op aan de oorsprong van Montauban als bastide. De Place Nationale was tijdens de middeleeuwen de enige open ruimte in de volgebouwde stad. In de loop der eeuwen zijn enkele andere pleinen gecreëerd door het afbreken van gebouwen. Montauban telt ongeveer honderd stadspaleizen, waarvan de meeste in het oude centrum liggen. Achter grote poorten liggen vroegere woningen van voorname burgers, vaak met arcaden en eretrappen, rond binnenplaatsen en tuinen. Op het hoogste punt van de oude stad staat de imposante kathedraal, met zijn afwijkende natuurstenen gevel en groene daken. Een ander herkenningspunt is de achthoekige, bakstenen toren van de kerk Saint-Jacques. Van de vroegere stadsomwalling zijn geen zichtbare sporen bewaard gebleven.

#### Villebourbon

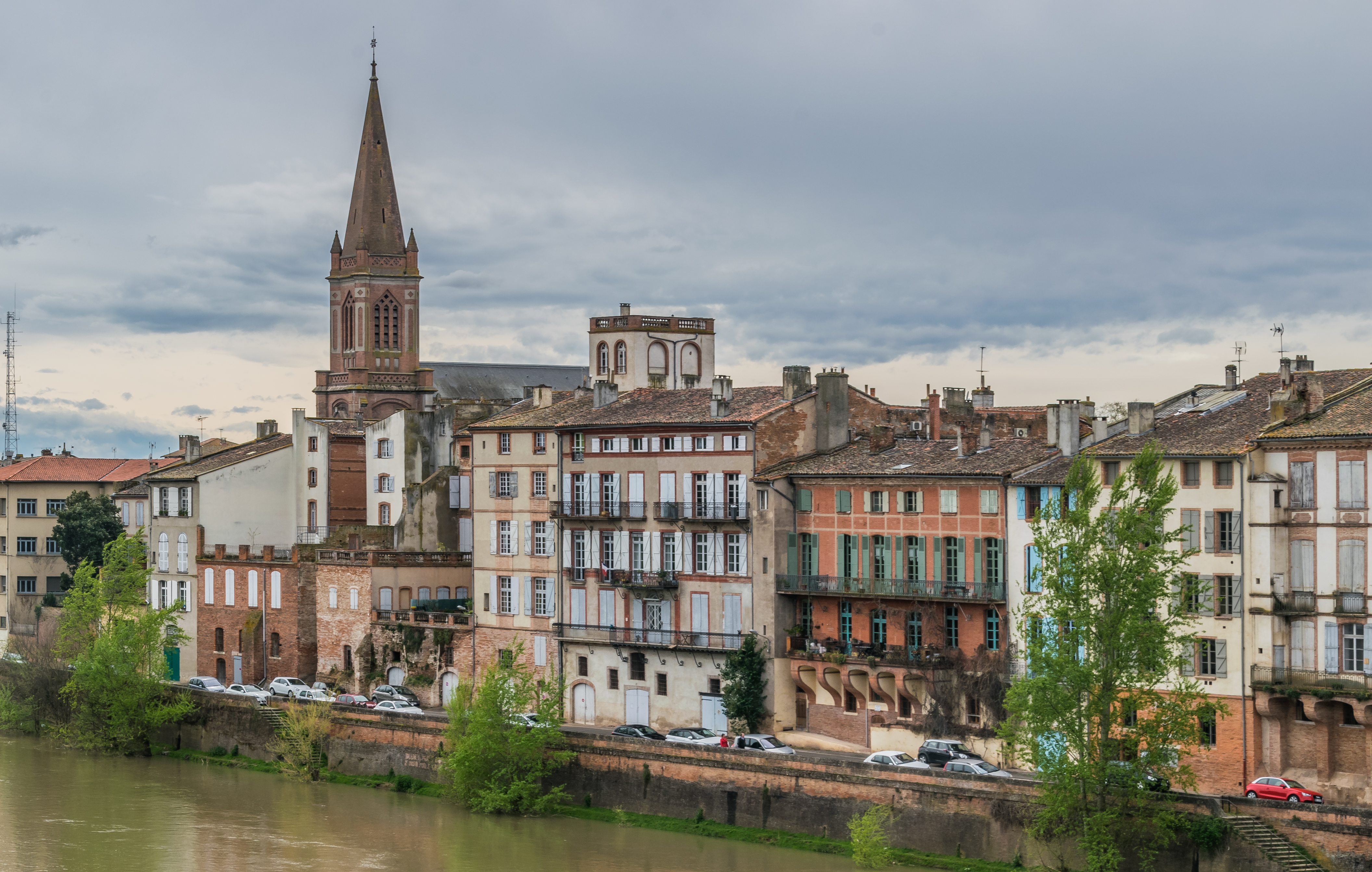
Villebourbon

Villebourbon ligt op de linkeroever van de Tarn tegenover het oude stadscentrum en de wijk Sapiac. De plaats was al bewoond in de middeleeuwen als voorstad van Montauban. Villebourbon werd genoemd naar Hendrik van Navarra uit het huis Bourbon, die deze voorstad tijdens de Hugenotenoorlogen mee opnam in zijn nieuwe stadsomwalling. In deze wijk was veel nijverheid en in de zeventiende en achttiende eeuw bouwden handelaars en industriëlen langs de rivierkaden hun huizen met gelijkvloers werkplaatsen of opslagruimten. In de negentiende eeuw kwam in deze wijk het spoorwegstation van Montauban en vestigde er zich ook nieuwe industrie. Maar de bloeitijd van de wijk was voorbij. Het lagergelegen Villebourbon werd zwaar getroffen bij de overstroming van de Tarn in 1930. Na deze ramp werden bepaalde straten verbreed en verschenen er nieuwe huizen in art-decostijl. De meeste industrie verdween uit de oude wijk en verhuisde naar de nieuwe industriezone Albasud.
Opvallende gebouwen in Villebourbon zijn de parochiekerk Saint-Orens, de art-decomarkthal en het gebouw van de gendarmerie.

#### Sapiac

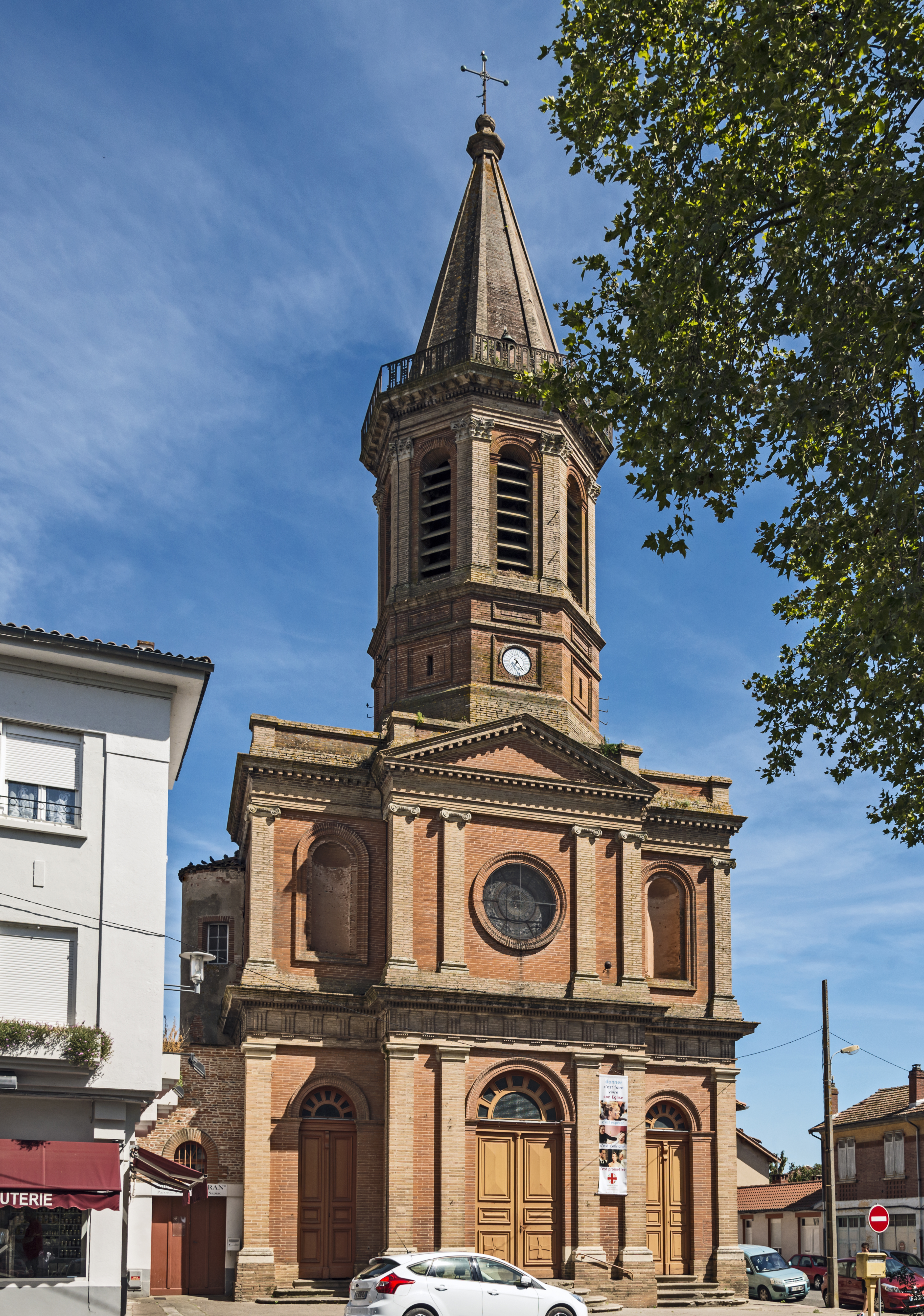
Kerk Saint-Étienne van Sapiac

Sapiac ligt op de rechteroever van de Tarn ten zuiden van het stadscentrum aan de Tescou. Als lagergelegen wijk werd ook Sapiac zwaar getroffen door de overstroming van 1930. Ook hier verrezen nadien gebouwen in art decostijl. In de wijk liggen het park Jardin des Plantes, geopend in 1861, het rugbystadion Stade de Sapiac en de kerk Saint-Étienne. Deze negentiende-eeuwse kerk combineert een neoclassicistische gevel, geïnspireerd door de kathedraal Notre-Dame, met een achthoekige, bakstenen torenspits in de traditie van de gotiek van de streek van Toulouse.

#### Villenouvelle
Villenouvelle ontstond in de dertiende eeuw buiten de stadswallen aan de overkant van de Mandoune. De wijk groeide rond een clarissenklooster en een hospitaal. In de zestiende eeuw werd de wijk opgenomen in de nieuwe stadsomwalling. In 1864 werd hier een tweede spoorwegstation geopend. Dit station is intussen gesloten. In de wijk liggen de kerk Saint-Jean-Baptiste (eind vijftiende eeuw), het Centre hospitalier (oudste delen uit de zeventiende eeuw), de concertzaal Eurythmie en de gemeentelijke begraafplaats. Verder naar het noorden, voorbij deze wijk, liggen de legerkazernes Caserne Doumerc en Caserne de Pomponne Intendance (negentiende eeuw).

#### Faubourgs
Ten oosten van het oude stadscentrum liggen de Faubourg du Moustier en de Faubourg Lacapelle. Dit waren in de middeleeuwen de wegen die Montauban verbonden met de abdij van Montauriol en de nederzetting ernaast. Hier staan enkele grote scholencomplexen: het Institut familial (zeventiende eeuw), het Collège Ingres en het Lycée Michelet (beide negentiende eeuw).

### Monumenten
Montauban telt meer dan veertig beschermde historische monumenten, waarvan de meeste in het oude stadscentrum liggen. Hieronder zijn de Place Nationale, de kathedraal Notre-Dame, de kerk Saint-Jacques en het voormalig bisschoppelijk paleis. Buiten het stadscentrum zijn er ook enkele historische monumenten zoals de markthal van Villebourbon en het oorlogsmonument op de Cours Foucault, ontworpen door Antoine Bourdelle.

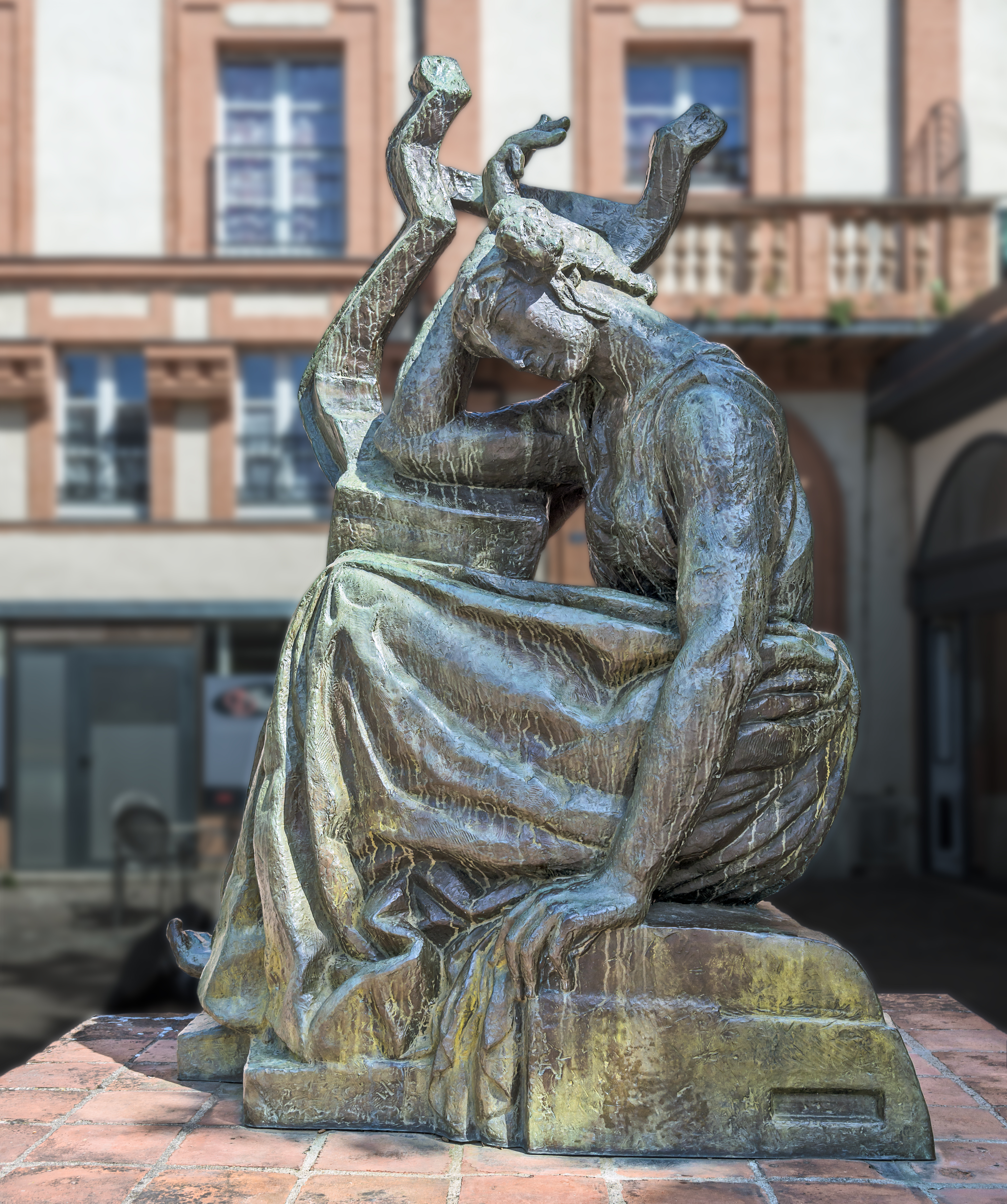
Sapho, beeld van Antoine Bourdelle (1925)

Ander historisch erfgoed is onder andere het stadhuis en het gebouw van de prefectuur, beide uit de achttiende eeuw. Doorheen de stad staan er ongeveer vijftig beeldhouwwerken waarvan tien van Antoine Bourdelle. En nog eens tien beeldhouwwerken van lokale kunstenaars zijn een hommage aan het werk van Bourdelle.

### Groene ruimten
Rond het dichtbebouwde stadscentrum bevinden zich enkele groene ruimten. In het noordwesten werd in het verlengde van de kaaien de Cours Foucault aangelegd. Het park van vijf hectare werd in de zeventiende eeuw aan de inwoners van de stad geschonken door intendant Nicolas-Joseph Foucault. Tussen dit park en het stadscentrum ligt in de Tarn het Île de la Pisotte. Dit riviereiland is niet toegankelijk voor het publiek en is vooral bekend als nestplaats voor verschillende soorten reigers.
Langs de steile oevers van de Tescou strekt zich de Jardin des Plantes uit. Dit park van drie hectare loopt over in de tuinen van de oude huizen tussen de Faubourg du Moustier en de Tescou tot de Jardin Montauriol. Dit park ligt op de plaats van de verdwenen abdij van Montauriol. Ten oosten van het stadscentrum ligt de Roseraie François-Mitterand. In dit park met rozentuin liggen een zwembad en verschillende gebouwen met een culturele functie.

### Bruggen

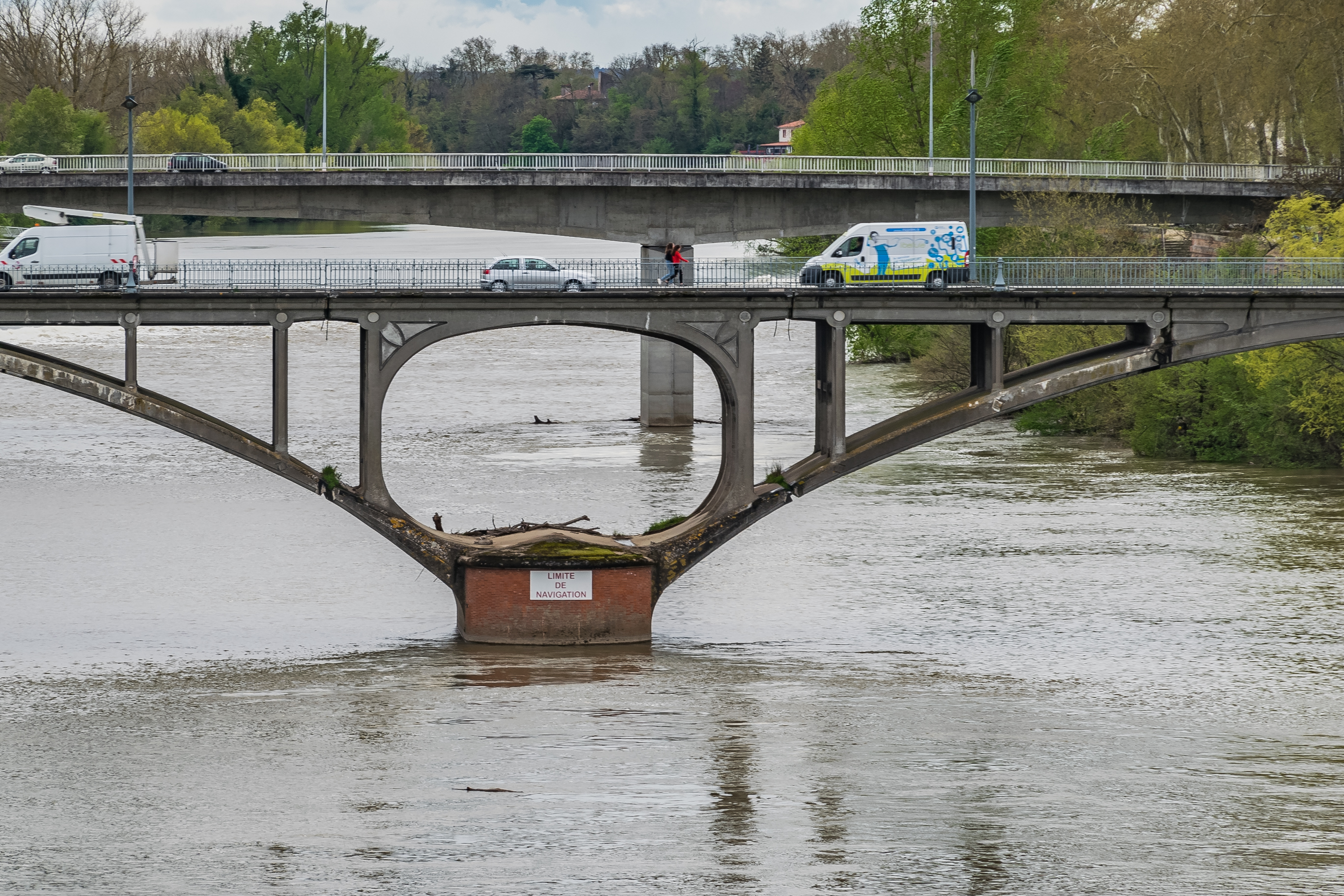
De Pont Neuf met daarachter de Pont Chamier

In Montauban liggen zes bruggen over de Tarn. Dit zijn van noord naar zuid:
- Pont de l'Avenir (2008), een brug voor autoverkeer met aparte wegen voor voetgangers en fietsers. Hier lag oorspronkelijk een spoorwegbrug gebouwd tussen 1853 en 1858. De spoorlijn werd onderbroken in 1955 en vanaf 1957 diende de oude spoorwegbrug enkel voor voetgangers en fietsers.
- Pont des Albarèdes (1884), een metalen spoorwegbrug voor de spoorlijn Parijs-Toulouse. De brug is 263 meter lang en heeft acht bogen.
- Pont Vieux (veertiende eeuw), een middeleeuwse brug opengesteld voor autoverkeer. De Pont Vieux werd in 1911 erkend als historisch monument.
- Pont Neuf (1913), een brug voor autoverkeer opgetrokken uit gewapend beton. Deze brug met twee bogen werd in 2005 erkend als historisch monument.
- Pont Chamier of Pont de Sapiac (1976), een brug voor autoverkeer met een totale lengte van 182 meter.
- Pont de la Molle (1977), een brug voor de autosnelweg A20. De brug werd genoemd naar het nabijgelegen Château de la Molle.[46]

## Samenleving en cultuur

### Cultuur

#### Musea

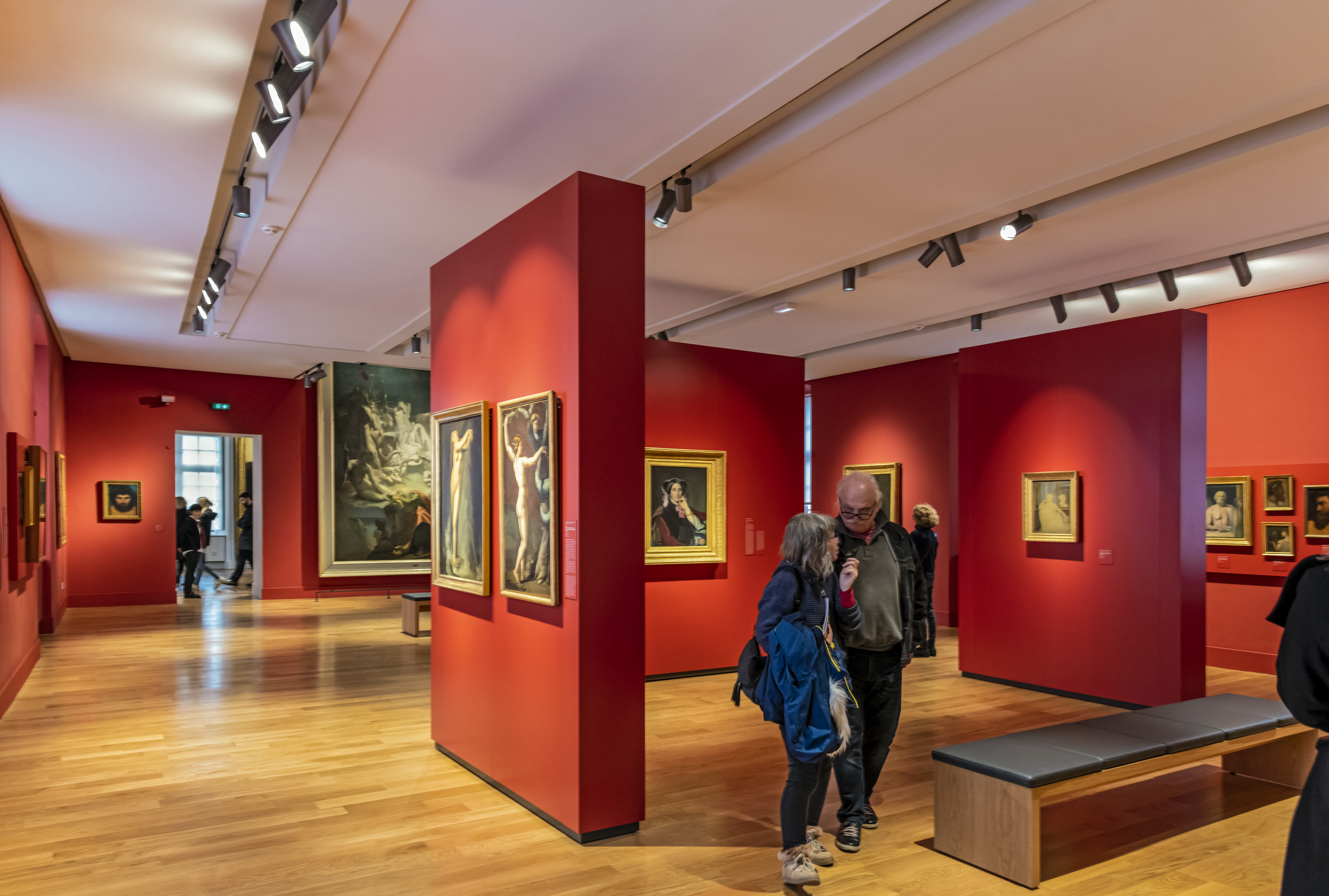
Werken van Ingres in het Musée Ingres Bourdelle

Het bekendste museum van de stad is het Musée Ingres Bourdelle met werk van schilder Ingres en beeldhouwer Bourdelle, dat gevestigd is in het voormalig bisschoppelijk paleis. Andere musea zijn:
- Muséum Victor Brun, natuurhistorisch museum geopend in 1854;
- Centre d'Interprétation de l'Architecture et du Patrimoine (CIAP), gevestigd in het voormalig jezuïetencollege met een permanente tentoonstelling over de geschiedenis en het patrimonium van de stad;
- Musée des Jouets, speelgoedmuseum;
- Musée de la Résistance et du Combattant;
- Musée de l'Union Compagnonnique, museum over en met werken uit de compagnonnage, traditionele vakscholen.

#### Theater en muziek
In het midden van de achttiende eeuw kreeg Montauban een theaterzaal. Een eeuw later, in 1849, kreeg de stad een nieuw theater in Italiaanse stijl op de Place Lefranc de Pompignan. Het werd Théâtre Olympe de Gouges genoemd, naar de achttiende-eeuwse schrijfster die geboren was in de stad. In de moderne, multifunctionele zaal Eurythmie worden onder andere concerten georganiseerd. De zaal biedt plaats aan meer dan 3.000 toeschouwers.

### Religie

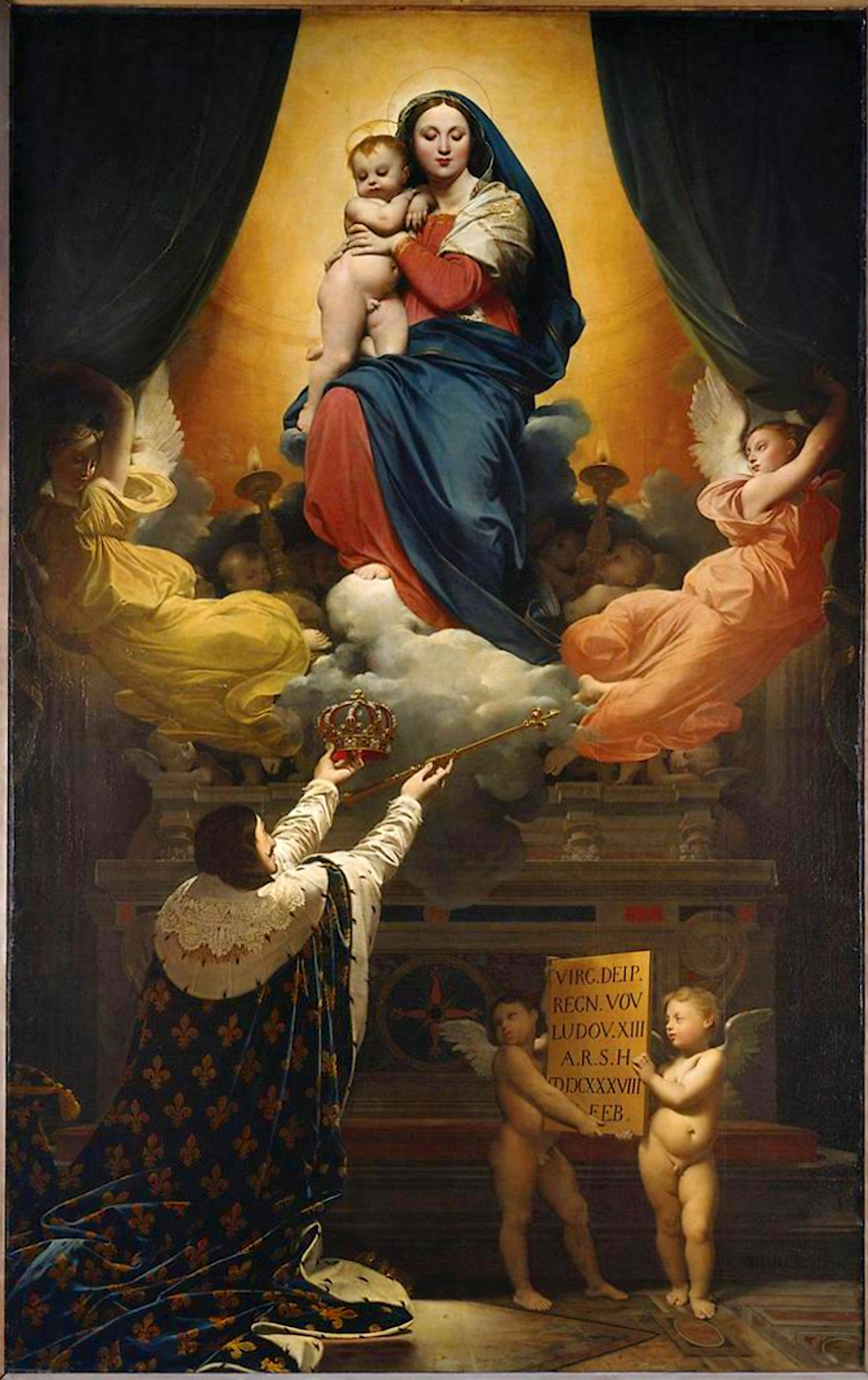
Le Voeu de Louis XIII, schilderij van Ingres (1824) in de kathedraal

Montauban is de zetel van het rooms-katholieke bisdom Montauban (dat samenvalt met het departement Tarn-et-Garonne). Katholieken vormen de grootste denominatie. Van oudsher telt de stad ook veel calvinisten. En moslims vormen een groeiende groep.

#### Tweedeling
De geschiedenis van de stad is getekend door de tegenstelling tussen katholieken en protestanten. Rond 1600 was twee derde van de bevolking calvinistisch. Dit veranderde tijdens de contrareformatie, waarin de bisschoppen en de koninklijke intendanten het voortouw namen. Protestantse kerkdiensten werden geleidelijk aan verboden en het werd protestanten op allerlei manieren lastig gemaakt. Ze werden geweerd uit politiek en bestuur, er kwamen dragonnades en vrouwen en kinderen van protestanten werden opgesloten. Protestanten gingen over naar het katholicisme, al was dat vaak maar voor de schijn. De groeiende stad nam ook nieuwe, katholieke inwoners op. Maar er bleef een belangrijke protestantse minderheid in de stad, vooral onder de handelaars en de industriëlen. Pas na het tolerantie-edict van 1788 konden calvinisten weer openlijk hun geloof belijden. De tegenstelling tussen beide groepen bleef bestaan na de Franse Revolutie. Deze omwenteling werd vooral verwelkomd door de protestanten, zoals door hun voorman, predikant en politicus André Jeanbon. Toen Napoleon de heroprichting van het katholieke bisdom Montauban toestond, gaf hij aan de protestanten toelating om een faculteit voor theologie te openen, waar predikanten werden opgeleid. Ook tijdens de negentiende eeuw bleef de tweedeling zichtbaar. Zo kreeg het Collège Ingres (1870) zowel een kapel voor de katholieke leerlingen als een voor de protestantse.

#### Verschillende religies
De oude katholieke parochies zijn gegroepeerd. Anno 2024 zijn er in de gemeente twee parochiale groepen (Montauban - Ville-Haute, voor de kerken op de rechteroever, en Villebourbon-Verlhaguet, voor de kerken op de linkeroever) die deel uitmaken van het decanaat Grand Montauban.
De Église protestante unie de France (calvinisten en lutheranen) heeft een parochie in Montauban in de historische kerk  des Carmes. Ook zijn er kleinere protestantse gemeenschappen actief, zoals de Église réformée évangélique.
Montauban telt meer dan 1.000 moslims. Na allerlei juridische procedures werd in 2020 de nieuwe moskee Es-Salam gebouwd in het noorden van de gemeente.

### Taal
Montauban is een centrum van het Occitaans. Antonin Perbosc (1861-1944), de grondlegger van een eengemaakte Occitaanse taal, werkte vanuit Montauban, waar hij bibliothecaris was.

### Sport

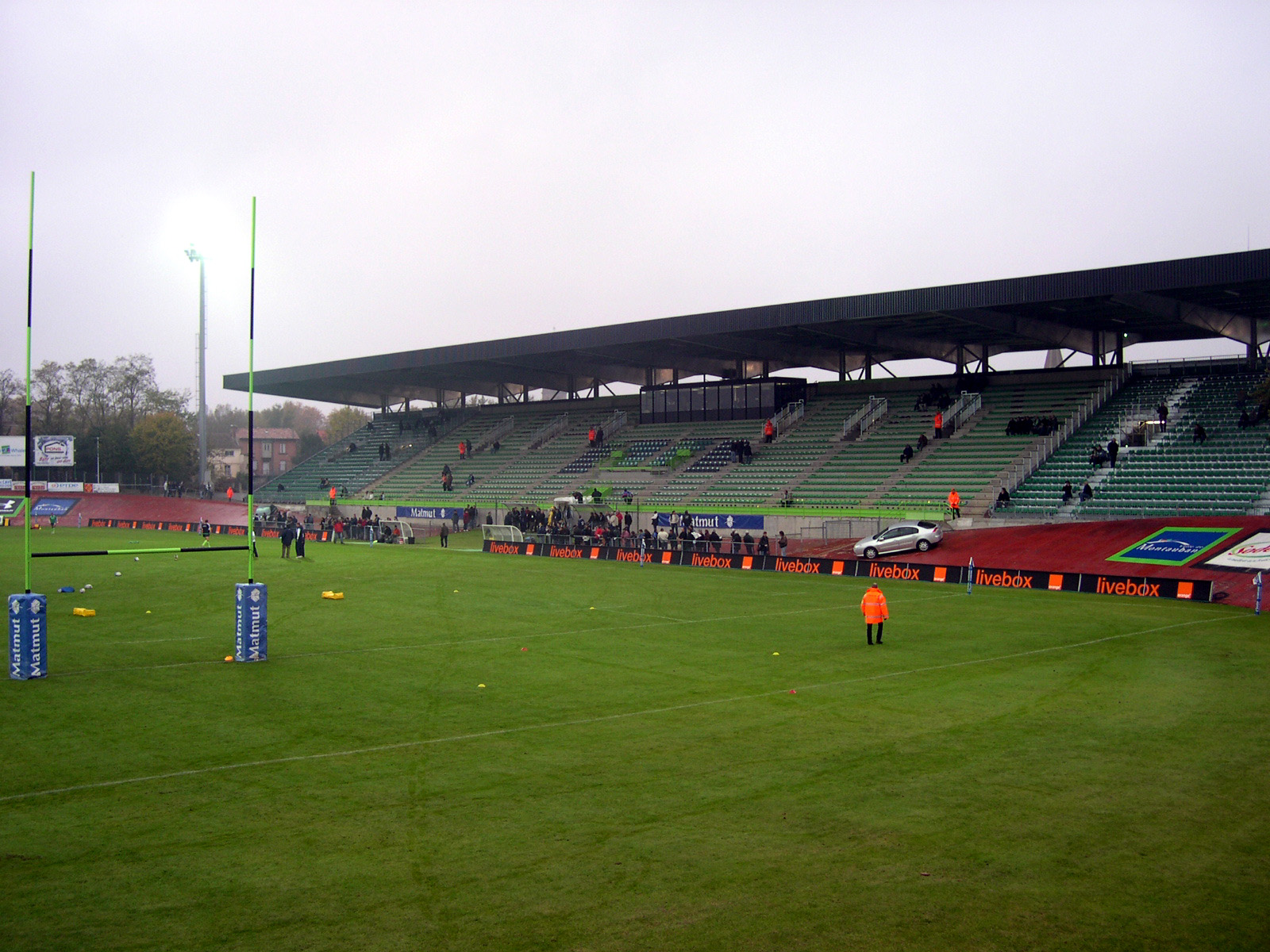
Het Stade Sapiac

Rugby is belangrijker dan voetbal in Montauban. Rugbyclub US Montalbanaise (USM) werd opgericht in 1903 en werd kampioen van Frankrijk in 1967. De ploeg speelt in het Stade Sapiac dat na een uitbreiding in 2007 11.937 plaatsen telt. Op de wielerpiste van het stadion werden vooral in de eerste helft van de 20e eeuw grote wielerevenementen georganiseerd.
Montauban was twee keer etappeplaats in de wielerkoers Ronde van Frankrijk. In 1998 won er de Fransman Jacky Durand en in 2016 de Brit Mark Cavendish.
Voetbalclub Montauban FC is in 1953 ontstaan door de fusie van Étoile Sportive Villenouvelle en Vaillante Olympique Montalbanaise. In 2004 werd dit na een faillissement Montauban FC Tarn-et-Garonne. De club speelde nooit hoger dan het Championnat National 3.
De Hippodrome des Allègres, een paardenracebaan van 1120 m, werd aangelegd in 1885. In de gemeente ligt een kleine luchthaven met een enkele start- en landingsbaan die alleen gebruikt wordt door sportvliegtuigen en door het 17e Régiment du Génie Parachutiste.

## Geboren

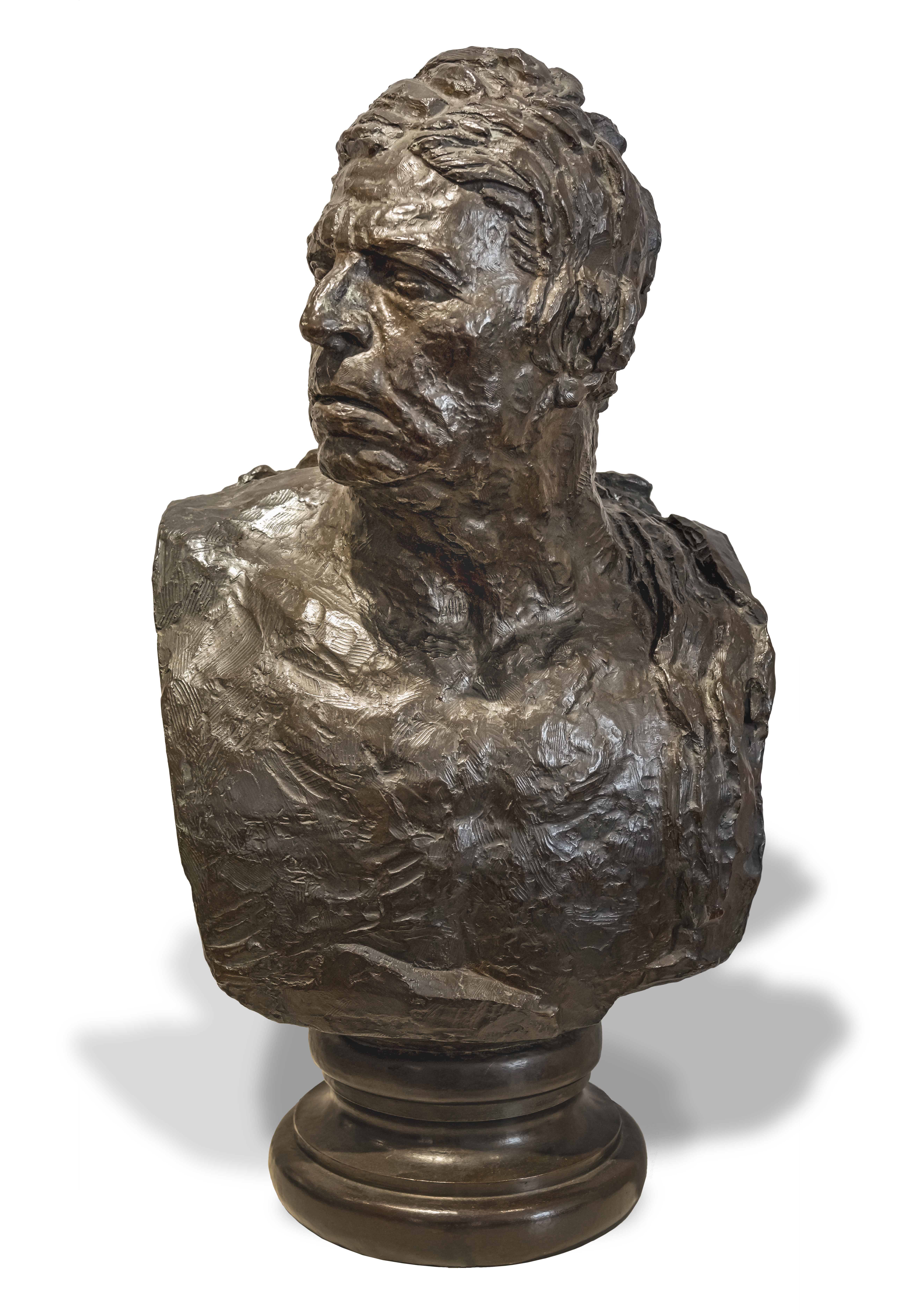
Buste van Ingres door Antoine Bourdelle (1908, Musée Ingres Bourdelle)

- Louis de Cahusac (1706-1759), schrijver
- Jean-Jacques Lefranc de Pompignan (1709-1784), magistraat en dichter
- Jean-Georges Lefranc de Pompignan (1715-1790), aartsbisschop en minister
- Jean Jacques d'Esparbès de Lussan (1720-1810), graaf, generaal en gouverneur van Saint-Domingue
- Hippolyte de Guibert (1743-1790), militair
- Olympe de Gouges (1748-1793), schrijfster en feministe
- André Jeanbon (1749-1813), predikant en politicus
- Pierre-Barthélémy Portal d'Albarèdes (1765-1845), politicus
- Joseph Vialètes de Mortarieu (1768-1849), politicus
- Jean-Auguste-Dominique Ingres (1780-1867), kunstschilder
- Victor Brun (1805-1881), natuurkundige en paleontoloog
- Émile-Antoine Bourdelle (1861-1929), beeldhouwer
- Lucien Cadène (1887-1958), kunstschilder
- Léon Bourjade (1889-1924), gevechtspiloot en missionaris
- René Bousquet (1909-1993), politiechef in Vichy-Frankrijk en bankier
- Philippe Labro (1936), filmregisseur, journalist, schrijver en liedjestekstschrijver
- Etienne Roda-Gil (1941-2004), liedjestekstschrijver en auteur
- Daniel Cohn-Bendit (1945), Frans-Duits politicus en publicist
- Jean-Louis Tripp (1958), stripauteur
- Didier Rous (1970), wielrenner en ploegleider
- Clément Michelin (1997), voetballer
- Angelina da Costa (1999), voetbalster